# Pastewka (Fernsehserie)/Episodenliste

Logo von Pastewka

Diese Liste der Pastewka-Episoden enthält alle Episoden der deutschen Fernsehserie Pastewka, sortiert nach der deutschen Erstausstrahlung. Pastewka umfasst zehn Staffeln mit 97 (+ 2 Specials) Episoden.

## Übersicht
| Staffel | Episodenanzahl | Erstausstrahlung   | Erstausstrahlung  | Ausstrahlender Sender |
| Staffel | Episodenanzahl | Staffelpremiere    | Staffelfinale     | Ausstrahlender Sender |
| ------- | -------------- | ------------------ | ----------------- | --------------------- |
| 1       | 8              | 9. September 2005  | 28. Oktober 2005  | Sat.1                 |
| 2       | 9              | 8. September 2006  | 3. November 2006  | Sat.1                 |
| 3       | 9              | 2. November 2007   | 28. Dezember 2007 | Sat.1                 |
| 4       | 12             | 30. Oktober 2009   | 19. Februar 2010  | Sat.1                 |
| 5       | 10             | 18. Februar 2011   | 29. April 2011    | Sat.1                 |
| 6       | 10             | 21. September 2012 | 16. November 2012 | Sat.1                 |
| Special | Special        | 20. Dezember 2013  | 20. Dezember 2013 | Sat.1                 |
| 7       | 9              | 5. September 2014  | 10. Oktober 2014  | Sat.1                 |
| 8       | 10             | 26. Januar 2018    | 26. Januar 2018   | Prime Video           |
| 9       | 10             | 25. Januar 2019    | 25. Januar 2019   | Prime Video           |
| 10      | 10             | 7. Februar 2020    | 7. Februar 2020   | Prime Video           |
| Special |                | 7. Februar 2020    | 7. Februar 2020   | Prime Video           |

## Staffel 1
| Nr. (ges.) | Nr. (St.) | Originaltitel       | Erstausstrahlung Deutschland |
| --- | --------- | ------------------- | ---------------------------- |
| 1 | 1         | Der Unfall          | 9. Sep. 2005                 |
| Mit dem Fahrrad seines Bruders Hagen verursacht Bastian einen Verkehrsunfall. Sein Unfallgegner, die Autofahrerin Frau Schlung, erkennt ihn nicht, sondern hält ihn fälschlich für Ingolf Lück. Dieser wird nicht nur von der Polizei vernommen, sondern sogar von Frau Schlung angezeigt. Um sich gänzlich auf diesen Rechtsstreit konzentrieren zu können, bittet er Bastian, für ihn als Stargast bei einem Zahnärzteball einzuspringen. Bastian kann ihm diesen Wunsch nicht ausschlagen, da er für den Unfall und die für Lück damit verbundenen Konsequenzen verantwortlich ist, gesteht ihm dies jedoch nicht und kommt zudem beim Publikum der Feier nicht besonders gut an. Bastians Freundin Anne möchte mit ihm derweil in eine gemeinsame Wohnung ziehen. Bastian fürchtet jedoch, zu viele seiner Film- und Fernsehmemorabilia aufgeben zu müssen, da Anne seinen Geschmack in dieser Richtung nicht teilt. Jedoch kann er sich diesem Problem nicht widmen, da er sich bereit erklärt hat, Hagens übelgelaunte Tochter Kim zu beaufsichtigen, um seinem Bruder Hagen den Rücken für eine Verabredung freizuhalten. Bei der gemeinsamen Fahrt zu einem Schnellimbiss verursacht Bastian einen Autounfall. Dabei verletzt sich Kim, so dass Bastian sie ins Krankenhaus bringen muss. Seine Versuche, sie zu trösten, schlagen fehl. Als ob das nicht reichen würde, wird Bastian von seiner Nachbarin Svenja Bruck – nicht ganz zu Unrecht – beschuldigt, ihre Tageszeitung gestohlen zu haben. |           |                     |                              |
| 2 | 2         | Der Personalausweis | 16. Sep. 2005                |
| Bastian wurde der Personalausweis in Russland gestohlen, so dass er nun beim Einwohnermeldeamt einen neuen Ausweis beantragen muss. Anne bittet ihn, das Geburtstagsgeschenk für seine Nichte Kim bei dieser Gelegenheit gleich mitzubringen. Es liegt bei der Post zur Abholung bereit. Bastian kann seiner Freundin diese Bitte nicht abschlagen und erhält eine Vollmacht von ihr ausgestellt, mit der er das Paket in Empfang nehmen kann. Mit seiner Managerin Regine macht sich Bastian auf den Weg zum Einwohnermeldeamt. Dort drängelt sie sich dreist in eine Parklücke und nimmt einem Herrn den Parkplatz weg, der daraufhin den Beifahrer Bastian verbal anfährt. Die Beamten des Einwohnermeldeamts lassen sich nicht hetzen, ganz zum Leidwesen von Bastian, der langsam in Zeitnot gerät, da der Besuch bei der Post noch aussteht und er darüber hinaus dringend ins Tonstudio muss, um den Animationsfilm Freches Gemüse zusammen mit Helmut Krauss, den er vom Bahnhof abzuholen hat, zu synchronisieren. Daher entschließt sich Bastian, die Wartezeit zu nutzen und unterdessen das Paket von der Post zu holen. Unglücklicherweise lässt sich die Vollmacht nirgends finden. Das einzige, was er ohne das Dokument erreicht, ist, die Schalterbeamtin binnen kürzester Zeit in Rage zu versetzen. Unverrichteter Dinge macht er sich auf den Rückweg zum Einwohnermeldeamt. Dort muss er feststellen, dass der Herr, den er in der unangenehmen Situation auf dem Parkplatz kennengelernt hat, für sein Anliegen zuständig ist. Helmut Krauss wird am Bahnhof versetzt, der Personalausweis nicht ausgestellt, das Paket nicht abgeholt. Zumindest schafft es Bastian, ein kurzfristig erworbenes Geschenk für Kim mit nach Hause zu bringen, von dem seine Nichte jedoch wenig erbaut ist. |           |                     |                              |
| 3 | 3         | Der Besuch          | 23. Sep. 2005                |
| Unerwartet steht Bastians Vater Volker vor der Tür. Dass dieser Besuch gar nicht so unangemeldet erfolgt, sondern von Bastian schlichtweg vergessen wurde, macht die Sache für Anne nicht besser. Sie möchte mit Bastian zu einer Wohnungsbesichtigung, damit ihr Traum von einer gemeinsamen Wohnung mit Bastian endlich in Erfüllung gehen kann. Bastian kommt der Besuch hingegen gerade recht, da er die Macken seines Vaters bestens kennt und sich erhofft, dass er Anne die Wohnung schlechtreden wird. So begleitet Bastians Vater das Paar und überprüft penibel jede Aussage des Maklers. Dieser verlässt entnervt die Wohnung mit der Bitte, im Anschluss an die Wohnungsbesichtigung einfach die Tür zuzuziehen. Diesem Wunsch können die drei spätestens in dem Moment nicht mehr nachkommen, als es Volker Pastewka beim Versuch, den Wasserdruck zu kontrollieren, gelingt, einen Rohrbruch zu verursachen. Im Anschluss an die verpatzte Wohnungsbesichtigung möchte Volker Pastewka das Grab seiner Mutter Hetti auf dem Friedhof besuchen. Da Bastian es jedoch seit einem Jahr versäumt hat, die Grabpflegegebühr zu begleichen, ist die Grabstelle inzwischen neu vergeben. Ein Familieneklat sondergleichen ist unausweichlich. |           |                     |                              |
| 4 | 4         | Der Kinoabend       | 30. Sep. 2005                |
| Anne würde mit Bastian gern einen gemütlichen Kinoabend zu zweit verbringen. Bastian hingegen könnte sich zwar für den gemeinsamen Abend nichts Schöneres vorstellen, als Peter Sellers Der Partyschreck im Fernsehen anzuschauen, willigt Anne zuliebe aber zum Kinobesuch ein. Doch bereits auf der Taxifahrt zum Kino werden Annes Nerven von einem desorientierten Taxifahrer auf eine harte Probe gestellt. Endlich angekommen – überraschenderweise sogar noch vor Filmbeginn – muss Bastian feststellen, dass er kein Bargeld bei sich führt. Daher macht er sich auf den Weg zu einem nahegelegenen Geldautomaten, wo er den Punker Tommy trifft. Dieser verwickelt Bastian in ein Gespräch, worüber er vergisst, sein Geld aus dem Automaten zu entnehmen. Als Bastian sein Missgeschick bemerkt und umkehrt, findet er ein leeres Geldausgabefach am Bankautomaten vor. Er stellt Tommy zur Rede und beschuldigt ihn, das Geld gestohlen zu haben. Tommy streitet dies ab und droht ihm für die Unterstellungen sogar Prügel an. Wie es das Schicksal will, treffen Bastian und Tommy an der Kinokasse wieder aufeinander, wo Bastian und Anne mit ansehen müssen, wie der Punker ihnen die letzte Kinokarte vor der Nase wegschnappt – und mit einem neuen 50-Euro-Schein bezahlt. Damit ist der Kinobesuch gelaufen. Um den Abend zu retten, beschließen Anne und Bastian, zum gemeinsamen Abendessen in ein Restaurant zu gehen. Dort treffen sie auf Bastians Bruder Hagen und dessen schlechtgelaunte Tochter Kim. Als wäre der Abend bis dahin zu reibungslos abgelaufen, erscheint Annes beste Freundin Susanne, die völlig aufgelöst ist. Ihr Freund hat sie betrogen, weswegen sie schon mehrfach bei Anne angerufen hat, allerdings stets Bastian am Apparat hatte, der ihr jedes Mal zugesagt hatte, Anne Bescheid zu geben. |           |                     |                              |
| 5 | 5         | Der Mietvertrag     | 7. Okt. 2005                 |
| Anne und Bastian einigen sich mit dem Rentner-Ehepaar Loeb und dürfen zum Monatsbeginn ihr Haus übernehmen. Hagen möchte einen Tisch-Kicker im Internet kaufen. Bastian „hilft“ ihm dabei und ersteigert ein völlig überteuertes Modell – zum Selbstabholen in der Eifel! Hagen, Bastian und Hagens Tochter Kim machen sich mit einem Leihtransporter auf den Weg. Bastian muss allerdings am frühen Abend zurück sein, um mit Anne den Mietvertrag zu unterzeichnen. Kurz vor dem Ziel bleibt der Wagen liegen, da Bastian irrtümlich Benzin statt Diesel getankt hat. Die drei versuchen ihr Glück zu Fuß. An einem Bauernhof treffen sie auf Herrn Jannings, seines Zeichens Altnazi und stolzer Besitzer eines angeblichen Taschentuchs Hitlers. Bastian telefoniert bei Herrn Jannings und bittet seinen Kollegen Michael Kessler um Hilfe – dabei jagt er dem Hund von Herrn Jannings einen solchen Schreck ein, dass das arme Tier sofort umfällt. Die drei ergreifen daraufhin die Flucht. Michael Kessler kommt jedoch zur Begeisterung aller mit einem Smart prompt um die Ecke. Es stellt sich heraus, dass Herr Jannings der Verkäufer des Kickers ist. Da Bastian, Hagen und Kim nach der Aktion nicht nochmal zurückkönnen, soll nun Michael den Kicker holen. Zu guter Letzt kommen Bastian, Michael und Kim mit dem Kicker auf dem Smart-Dach gerade noch rechtzeitig zu Familie Loebs Haus. Doch als ob Herrn Jannings’ Schäferhund nicht schon genug Probleme gemacht hätte, taucht auch noch der Hund des Rentnerehepaares auf. |           |                     |                              |
| 6 | 6         | Der Flohmarkt       | 14. Okt. 2005                |
| Bei einem Supermarkteinkauf fehlt Bastian eine Münze für den Einkaufswagen. Er erhält eine solche von einem vor dem Supermarkt sitzenden Penner, für den Bastian als Gegenleistung Alkohol einkaufen soll. An der Kasse versäumt Bastian, von einer Flasche zu berichten, die er zerbrochen hat, weil ihn Martin Semmelrogge ablenkt, der von ihm Geld leihen will. Zum einen ruft der Ladendetektiv die Polizei wegen Diebstahls, worauf Bastian ihn mit dessen geringer Körpergröße aufzieht. Zum anderen bekommt Semmelrogge den Eindruck, Pastewka habe ein Alkoholproblem. Managerin Regine vermittelt Bastian für einen Fernsehspot gegen Alkopops für Jugendliche. Der sich bei der Zielgruppe anbiedernde Text des Drehbuchs gefällt Bastian zwar gar nicht, dennoch willigt er ein. Anne verkauft mit Kim allerlei aussortierte Gegenstände auf dem Flohmarkt. Trotz Bastians Warnungen landet auch eine von ihm geliebte Dalli-Dalli-Tasse mit Hans-Rosenthal-Autogramm darunter und wird prompt verkauft. Bastian findet zwar den Käufer, bei diesem handelt es sich allerdings um den Ladendetektiv des Supermarktes, der, angeheizt durch den vorangegangenen Vorfall im Supermarkt, seine, wie er meint, rechtmäßig erworbene Tasse nicht herzugeben bereit ist. Nur eine Erstausgabe einer Drei-???-Hörspielkassette kann Bastian vor dem Verkauf retten. Als die Jugendschützerin, die Bastian für den Spot angeheuert hatte, ihn auf dem Flohmarkt mit einer Wodka-Flasche sitzen sieht, ist er die ungeliebte Aufgabe los – obwohl sich in der Flasche lediglich Wasser befindet. Der Spot wird schließlich mit Martin Semmelrogge gedreht, der die ganze Episode hindurch Bastian bei seinem vermeintlichen Alkoholproblem helfen wollte. |           |                     |                              |
| 7 | 7         | Die Preisverleihung | 21. Okt. 2005                |
| Bastian soll den Österreichischen Comedypreis bekommen und macht sich gemeinsam mit seiner Managerin Regine auf den Weg nach Wien. In der Nacht zuvor hat er bereits lauthals eine „improvisierte“ Dankesrede eingeübt, sehr zum Ärger seiner Nachbarin Svenja Bruck. Auf dem Weg zum Flughafen wähnt Bastian im Wagen hinter sich einen Verfolger. Seit einiger Zeit klingelt sein Handy, es meldet sich jedoch niemand, weswegen er meint, das Opfer eines Stalkers zu sein. Um dem vermeintlichen Stalker zu entkommen, gibt Bastian Gas und wird prompt geblitzt. In der Flughafen-Lounge angekommen, veräppelt er mit der verkaterten Regine die dunkelhäutige Bedienung N’Daya aufgrund ihres Namens. Als Bastian einen schwarzen Tee bestellt, glaubt die Bedienung, dies sei eine rassistische Beleidigung ihr gegenüber. Am Buffet bekommt Bastian Streit mit einem anderen Fluggast. Als er sich über dessen Übergewicht lustig macht, verstärkt das nur N’Dayas Ansicht. Mittlerweile trifft Bastian auf die Stalkerin Erika, die ihm sogar ein Geschenk überreicht. Zu Bastians Überraschung trifft er in der Flughafen-Lounge seine Nachbarin Svenja Bruck, die eine gute Freundin von N’Daya ist. Bastian beobachtet auf der Toilette einen arabischen Mann dabei, wie er einen in einer schwarzen Plastiktüte verpackten Gegenstand aus dem Spülkasten nimmt. In der Lounge verfolgt Bastian, wie sich seine Nachbarin Svenja und der Araber unterhalten, und schon ist ihm klar, dass Frau Bruck Kontakte zur Al-Qaida pflegt. Pflichtbewusst informiert Bastian als aufmerksamer Mitbürger sofort die Flughafenpolizei, die mit Hilfe einer Anti-Terror-Einheit die Lounge stürmt. Da Bastian es nach diesem Vorfall nicht mehr rechtzeitig nach Wien schafft, will er sich bei der abendlichen Preisverleihung live per Telefon nach Österreich zuschalten lassen. Allerdings taucht die Stalkerin Erika unvermutet auf, als er gerade seine „improvisierte“ Dankesrede beginnen möchte. |           |                     |                              |
| 8 | 8         | Der Test            | 28. Okt. 2005                |
| Bastian und Anne besuchen Hugo Egon Balder und seine Frau, die gerade Eltern geworden sind. Während Anne nur Augen für das Baby hat, interessiert sich Bastian eher für Hugos neuen, großen Flachbild-Fernseher. Auf der Heimfahrt eröffnet Anne Bastian, dass sie auch ein Kind möchte, er hätte jedoch lieber einen Plasmafernseher. Daraufhin stellt sie seine Zeugungsfähigkeit in Frage und will, dass er einen Test macht. Bastian lässt sich dazu überreden, bestellt sich zunächst jedoch einen neuen Fernseher. Da der Spediteur bei der Lieferung des Fernsehers alleine erscheint und Bastian nicht schwer heben darf, seit er als Kind Verdacht auf einen Leistenbruch hatte, wendet er sich in seiner Not an seine Nachbarin Svenja Bruck. Sie soll dem Lieferanten helfen, den neuen Fernseher in seine Wohnung zu tragen. Im Gegenzug soll sie dafür Bastians alten Fernseher bekommen. Auf dem Treppenabsatz vor Bastians Wohnungstür rutscht Frau Bruck jedoch auf einem Stapel alter Zeitschriften aus, die Bastian – worauf ihn Frau Bruck bereits häufiger nachdrücklich hingewiesen hat – schon längst hätte entsorgen sollen. Absprachegemäß nimmt Frau Bruck Bastians alten Fernseher an sich, während es zwischen Bastian und dem Lieferanten zu einem ausgewachsenen Wortgefecht kommt. Da der alte Fernseher seinen Besitzer gewechselt hat und der neue Fernseher zu Bruch gegangen ist, bleibt Bastian nichts übrig, als die Schuld für den Unfall dem Lieferanten, der vor der Auslieferung an einem Bier genippt hat, in die Schuhe zu schieben und einen neuen Fernseher zu verlangen. In der Arztpraxis trifft Bastian erneut auf Hugo, der sich einer Routineuntersuchung seines schwachen Herzens unterzieht. Bastian soll eine Urinprobe abgeben, hat aber nicht richtig zugehört und gibt eine Spermaprobe ab. Balder lässt es sich nicht entgehen, alle Kollegen von Bastian darüber in Kenntnis zu setzen. Dieser muss nun einige Kommentare seiner Comedy-Kollegen auf seinem Anrufbeantworter über sich ergehen lassen. Bastian ist stinksauer und stellt Balder zur Rede. Dieser regt sich wiederum so auf, dass er zusammenbricht und ins Krankenhaus eingeliefert werden muss. Als der zweite neue Fernseher geliefert wird, rutscht Bastian ebenfalls im Hausflur aus und bricht sich ein Bein. Da beide im selben Krankenhaus behandelt werden, bekommt Bastian Besuch von Hugo Egon Balder, der ihm eine Überraschung mitgebracht hat. |           |                     |                              |

## Staffel 2
| Nr. (ges.) | Nr. (St.) | Originaltitel              | Erstausstrahlung Deutschland |
| --- | --------- | -------------------------- | ---------------------------- |
| 9 | 1         | Der Gutschein              | 8. Sep. 2006                 |
| Pastewka nimmt zusammen mit Oliver Kalkofe und Martin Schneider an der Aufzeichnung einer Testfolge für eine neue Quizshow namens „Wie wird's witzig?“ teil, die von Hugo Egon Balder moderiert wird. Pastewka gefällt das verwirrende Konzept überhaupt nicht. Produzent Sven Schuster schlägt ihm einen Exklusiv-Vertrag für gemeinsame zukünftige Projekte vor und schenkt ihm unverbindlich einen Gutschein für einen Aufenthalt in einem Luxushotel für zwei Personen, um die Enttäuschung über die verkorkste Aufzeichnung vergessen zu machen. Pastewka, der diese Geste zunächst ablehnt, nimmt den Gutschein letztlich doch an, will ihn aber nach einem Gespräch mit seiner Managerin Regine doch zurückgeben. Allerdings hat Pastewkas Freundin Anne den Gutschein bereits gefunden und hält ihn für Bastians Geschenk zum gemeinsamen Jahrestag, welchen Bastian zum wiederholten Mal vergessen hat. Das Paar tritt den Wochenendurlaub schließlich an, ohne dass Anne von der Herkunft des Gutscheins erfährt. Das romantische Wochenende wird allerdings durch die Fernsehmacher bedroht. Schuster hat eine Prostituierte auf Bastians Zimmer geschickt, und auch Kalkofe, Schneider und Balder tauchen zur falschen Zeit auf. Bei Freundin Anne verdirbt Pastewka es sich durch seine Heimlichtuerei, beim Produzenten Schuster und den drei Comedy-Kollegen durch sein falsches Spiel und verbale Entgleisungen. Anne gegenüber muss er schließlich seine Liebe beweisen, indem er etwas unternimmt, vor dem es ihm am meisten graust – einen Fallschirmsprung. |           |                            |                              |
| 10 | 2         | Die Strategie der Schnecke | 15. Sep. 2006                |
| Pastewka hat gegen Anne beim Schnick, Schnack, Schnuck verloren. Statt der geliebten Raumpatrouille Orion-Episoden muss er sich nun mit seiner Freundin den mongolischen alternativen Film „Die Geschichte vom weinenden Kamel“ anschauen. Der Videoabend wird jedoch jäh unterbrochen, als der schwerhörige Nachbar Herr Albrecht seinen Fernsehapparat auf volle Lautstärke einstellt. Pastewka kontert mit dem gleichen Manöver, sieht sich aber umgehend der wütenden Proteste von Frau Bruck ausgesetzt, die für die Fertigstellung ihrer Diplomarbeit Ruhe benötigt. Pastewka verliert auch gegen sie im Schnick Schnack Schnuck und muss den schwerhörigen Hausgenossen zur Räson bringen. Doch Pastewka stößt – wortwörtlich – auf taube Ohren. Tags darauf beschafft er, einem Rat seines Freundes Michael Kessler folgend, dem alten Mann einen Hörverstärker. Das Lautstärke-Problem scheint gelöst. Pastewka bringt dem Nachbarn sämtliche VHS-Kassetten von Babylon 5 und Edgar Wallace. Doch wenig später ist der Mann tot. Möglicherweise hat der Hörverstärker den Herzschrittmacher außer Kraft gesetzt. Als herauskommt, dass sich Pastewka kurzerhand die leerstehende Wohnung des kürzlich Verstorbenen unter den Nagel gerissen hat, um sie zusammen mit seiner Freundin Anne zu beziehen, gerät er unter Mordverdacht. Gleichzeitig sieht er sich dem Frust seines Freundes Kessler ausgesetzt, dessen Sandwichmaker er kurzerhand entsorgen wollte, indem er ihn von einem Fahrradkurier zu einem Recyclinghof bringen lassen wollte. Schimpftiraden darf Bastian sich von Frau Bruck anhören, deren rechtzeitige Abgabe der Diplomarbeit er sabotiert hat, da sich das Kabel des Sandwichmakers in den Speichen des Fahrrades ebendiesen Fahrradkuriers verfangen, ihn zum Stürzen gebracht und dabei die Diplomarbeit in eine Loseblattsammlung verwandelt hat. Pastewka ist einmal wieder in mehrere Fettnäpfchen getreten, aber immerhin scheint am Ende der Mordverdacht entkräftet zu sein, da Herr Albrecht nicht wie angenommen an einem Herzinfarkt, sondern an einen allergischen Schock, ausgelöst durch Wasabi-Nüsse, starb. Jedoch hat er diese ebenfalls von Bastian zur Kostprobe erhalten. |           |                            |                              |
| 11 | 3         | Der Einzug                 | 22. Sep. 2006                |
| Volker Pastewka möchte sich gemeinsam mit seinen Söhnen Hagen und Bastian eine Grabstelle, die schön ruhig, umgrünt und unter einem Baum gelegen sein soll, aussuchen. Alle freien Grabstellen liegen jedoch abseits von der zentralen Wasserversorgung, so dass Bastian zunächst Hagen und dann auch seinen Vater davon überzeugen kann, ein zentraler liegendes Grab zu wählen. Dieses ist allerdings für den kürzlich verstorbenen Herrn Albrecht reserviert. Bastian lässt sein Verhandlungsgeschick spielen und bietet dem Friedhofsgärtner alle Edgar Wallace-Filme auf Videokassette an, so dass dieser letztlich die reservierte Grabstelle zu Gunsten des Vaters Pastewka freigibt. Doch damit nicht genug, nun will noch ein passender Sarg ausgesucht werden. Nach langer Suche findet Volker einen Sarg nach seinem Geschmack, bei welchem es sich nach Aussage des Verkäufers um ein Auslaufmodell handelt, was es in fünf Jahren wahrscheinlich nicht mehr geben wird. Diese Prognose nimmt Herr Pastewka persönlich und kauft den Sarg umgehend. Da Anne und Bastian die Wohnung des verstorbenen Herrn Albrecht nun gemeinsam beziehen wollen, gilt es sich auf eine passende Inneneinrichtung für die gemeinsame Wohnung zu einigen. Dabei wird ihnen von Annes Freundin Susanne helfend unter die Arme gegriffen, die u. a. mit einer Durchreiche nicht gerade Bastians Geschmack trifft, für Kritik aber einfach zu sensibel ist. Um weitere Probleme zu vermeiden, beugt er sich Annes und Susannes Plänen und zieht mit Vater Volker Bruder Hagen und seiner Nichte Kim los, um die von den Frauen ausgesuchte Küche zu besorgen. Beim Mittagessen im Möbelhaus fühlt sich Bastian um sein Geld betrogen, da er statt 15 lediglich 14 Köttbullar erhielt, obwohl er schon auf seine Preiselbeersoße verzichtete und den Gesamtpreis bezahlte. Nach langer Diskussion mit der Kantinenkraft und vielen Anläufen ist Bastian mit seiner Mahlzeit endlich zufrieden. Kurz darauf rutscht ein anderer Besucher auf einem fallengelassenen Köttbullar aus. Bastians Begleitung redet solange auf ihn ein, bis er sich schließlich davon überzeugen lässt, nicht die ursprünglich geplante Ausführung der Küche zu kaufen, sondern ein günstigeres Modell zu erwerben. Unglücklicherweise sind nicht mehr alle benötigten Küchenelemente in der gewünschten roten Farbe vorhanden, so dass bei einigen auf eine pinkfarbene Lackierung ausgewichen werden muss. Zwar sind nun die Möbel ausgesucht, doch an der Kasse wartet -wortwörtlich- das nächste Problem: Die Warteschlange ist endlos, doch neue Kasse öffnet sogleich und die Pastewkas rennen los. Bastian wirft ein Paket vom Wagen eines anderen Kunden und spricht diesen darauf an. Dieser durchschaut Bastians Manöver und wird aggressiv. Die Flucht vom Parkplatz muss also schnell gehen und die Möbel werden nicht richtig auf dem Autodach befestigt, was bei einer Vollbremsung zum Verhängnis wird. Zuhause angekommen ist Anne verärgert über die falsch ausgesuchten und zerkratzten Regale. Auch Susanne ist verletzt und beginnt zu weinen. Als wäre all das nicht schlimm genug, trifft nun auch der Sarg ein, welchen Volker direkt in Bastians und Annes Wohnung liefern lässt. Am nächsten Tag besucht das Paar die Beerdigung von Herrn Albrecht, welcher dank Bastians Trickserei neben dem Tennisplatz beigesetzt wurde. Sein Neffe, der Kunde aus dem Möbelhaus, ist darüber sehr verärgert... |           |                            |                              |
| 12 | 4         | Der Werbetrailer (Teil 1)  | 29. Sep. 2006                |
| Bastian soll einen Werbetrailer für Sat.1 zusammen mit Thomas Kausch, dem Moderator der „Sat.1 News“, drehen. Dieser findet Bastian nicht witzig genug, ist jedoch beleidigt, nachdem Pastewka ihn vor laufender Kamera parodiert. Nun soll Bastian den Trailer mit Anke Engelke drehen, während Kausch eine neue Version mit Jeanette Biedermann aufzeichnen möchte. Bastian meint allerdings, insbesondere nachdem seine Freundin Anne ein graues Haar bei ihm entdeckt hat, dass Anke zu alt sei, um den Trailer an seiner Seite drehen zu können. Daher bittet er seine Managerin Regine Kontakt mit Jeanette Biedermann aufzunehmen. Anke ist darüber wenig erfreut und stellt Bastian zur Rede. Währenddessen ereignet sich ein Einbruch in Bastians Mietshaus, genauer in Svenja Brucks Wohnung. Aus Angst um seine eigenen Habseligkeiten lässt Bastian eine Alarmanlage von seinem Bruder Hagen installieren. Diese weist aber noch so einige Macken auf. Letztlich schafft der halbnackte Bastian es, Anne und sich auszusperren. Zumindest kann Frau Bruck ihm mit T-Shirt und Hausschuhen aushelfen. Da Hagen, der mittlerweile Bastians alte Wohnung bezogen hat, nicht da ist und alle Hotels in der Stadt wegen einer Messe belegt sind, bleibt den beiden nichts anderes übrig, als die Nacht in ihrem Wagen zu verbringen. |           |                            |                              |
| 13 | 5         | Der Werbetrailer (Teil 2)  | 6. Okt. 2006                 |
| Da der Wagen, in dem Bastian und Anne die Nacht verbrachten, nachdem sie sich ausgesperrt hatten, im Parkverbot stand, erwachen die beiden auf der Ladefläche eines Abschleppwagens. Bastian führt allerdings kein Geld bei sich, um seinen Wagen auszulösen, so dass er mit dem Fahrer des Abschleppwagens eine Abmachung trifft. Er soll dessen Bruder, den depressiven Kassierer des Autohofs, zum Lachen bringen, was ihm letztlich – wenn auch etwas unbeabsichtigt – gelingt. Zurück im Wagen, begibt sich das Paar auf den Weg zu Bastians Managerin Regine, wo sich Bastian mit Jeanette Biedermann treffen will, um ihren gemeinsamen Trailer für Sat.1 zu besprechen. Allerdings schafft er es nicht rechtzeitig zu erscheinen, weswegen Jeanette Biedermann schon im Hotel ist. Während sich bei Regine alles um die hochschwangere Sekretärin Esther dreht, wird Bastians Wagen erneut abgeschleppt. Bevor Bastian jedoch Jeanette im Hotel aufsuchen will, macht er sich auf den Weg zu einem Herrenausstatter, um das von Svenja Bruck geliehene T-Shirt und die bunten Pantoffeln gegen einen Anzug und angemesseneres Schuhwerk einzutauschen. Auch hier stellt sich ihm das Problem, dass er noch immer kein Bargeld bei sich führt. Der Geschäftsinhaber zeigt sich jedoch als überaus kulant und gewährt Bastian, die Rechnung zu einem späteren Zeitpunkt zu begleichen. Bastian will sich persönlich erkenntlich zeigen und bietet Karten für Genial daneben an, die der Geschäftsführer jedoch ablehnt, da ihm Hugo Egon Balders Humor wenig zusagt. Stattdessen bietet er ihm Karten für eine Sendung von Markus Maria Profitlich an, die der Herrenausstatter als Anspielung auf seine Statur versteht, weswegen sich Bastian in seinem alten, improvisierten Outfit auf der Straße wiederfindet. So macht sich Bastian unverrichteter Dinge erneut auf dem Weg zum Autohof… Ein weiteres Mal gelingt es ihm seinen Wagen auszulösen, so dass er sich nun endlich auf den Weg zum Hotel machen kann, um Jeanette Biedermann zu treffen. In der Lounge des Hotels trifft er jedoch überraschend auf Anke Engelke, die am Boden zerstört ist und das Showbusiness aufgeben möchte, da sie sich zu alt findet. Bastian schafft es Anke zu trösten, bis schließlich Jeanette erscheint und den gemeinsamen Trailer von Bastian und ihr anspricht. Es stellt sich heraus, dass Bastian sich über beide Frauen herablassend geäußert hat und dementsprechend sind nun beide verärgert. Der Werbetrailer kommt – mit Jeanette und Anke – trotzdem zustande, jedoch erhält Bastian im Gegensatz zu den Frauen keinen richtigen Text und sein Gesicht wird unglücklich vom Logo des Senders überdeckt. |           |                            |                              |
| 14 | 6         | Das Fitness-Studio         | 13. Okt. 2006                |
| Beim Drachensteigenlassen im Park haben sowohl Bastian als auch Kim Probleme mit der Kondition. Anne drängt Bastian daraufhin, einen Arzt zu konsultieren, was Bastian jedoch ablehnt. Seinem Kollegen Michael Kessler, der sich sofort als Trainingspartner anbietet, berichtet er von schlechten Stand seiner Fitness bei einem Treffen im Eiscafé. Dort wird Michael von einer Wespe gestochen, weswegen Bastian ihn sofort zu einem Arzt bringt. In der Praxis wird Bastian bevorzugt behandelt, da er – im Gegensatz zu Michael – privat krankenversichert ist. Der Arztbesuch zeigt nicht nur, dass Bastians Werte tatsächlich Anlass zur Sorge bieten, sondern führt auch dazu, dass Michael sich von Bastian übergangen fühlt, da er trotz seines Wespenstichs im Wartezimmer Platz nehmen muss. Daher zieht Michael sein Angebot zurück, mit Bastian zu trainieren. Deswegen meldet Anne Bastian zusammen mit Kim im Fitness-Studio an, wo die beiden jedoch wegen eines Missverständnisses herausgeworfen werden. Bei einem gemeinsamen Abendessen mit Produzent Sven Schuster kommt diesem die Idee, eine Sendung aus Bastians Training zu machen. In der Reality-Dokumentation „Kessler drillt Promis“ leitet Michael Kessler ein hartes Trainingsprogramm für Bastian, woraufhin dieser keine zweite Folge drehen will. Somit engagiert Anne schließlich einen eigenen Trainer für Bastian. |           |                            |                              |
| 15 | 7         | Die Hochzeit               | 20. Okt. 2006                |
| Bastian ist seit der ersten Folge der Quizshow „Wie wird's witzig“ mit dem Format unzufrieden. Daher sucht er das Gespräch mit dem Produzenten Sven Schuster. Doch bevor Bastian ihm sagen kann, dass er aus der Show aussteigen möchte, schlägt dieser vor, Oliver Kalkofe in der Quizrunde durch Georg Uecker zu ersetzen. Bastian missfällt diese Idee, da Georg ihm seiner Meinung nach oft „zu nah“ kommt. Kurz darauf wird deutlich, dass Schuster Georg Uecker bereits in die Produktion geholt hat, was Bastian verärgert. Bastian und Georg Uecker erhalten von Sven Schuster einen Gutschein über eine Lomi-Lomi-Massage, um ihre künftige Zusammenarbeit zu besiegeln. Als Bastian diesen Gutschein einlöst, erwartet ihn zu seinem Unmut ein männlicher Masseur. Mit Gedanken an seine Freundin lenkt er sich so gut ab, dass er eine Erektion bekommt. Georg Uecker erwischt ihn in dieser missverständlichen Situation und hält ihn ebenfalls für schwul. Mit den Vorbereitungen für Susannes Hochzeit beschäftigen sich unterdessen Anne und ihr ehemaliger Freund Jo, der als Trauzeuge geladen ist. Annes beste Freundin will Jochen heiraten, der allerdings früher schwul war, weswegen sie kurz vor der Hochzeit nicht mehr sicher ist, ob er diese Zeit tatsächlich abgeschlossen hat. Aus gutem Grund hat das Pärchen Jochens ehemaligen Freund Georg Uecker nicht zur Trauung eingeladen. Zu dumm, dass Bastian ausgerechnet bei der Massage eine der Tischkärtchen verloren hat und Georg so von dem Termin der Hochzeit erfahren konnte. Als sich nun Susanne und Jochen endlich das Ja-Wort geben wollen, platzt Georg in den Saal und sagt Jochen, dass er ihn immer noch liebe und er doch im Grunde seines Herzens immer noch schwul sei. Außerdem konfrontiert Georg Bastian mit einem Video, auf dem Bastian scheinbar in einer homosexuellen Aktion zu sehen ist. Dieses Video entstand jedoch während einer Kostümprobe, bei welcher Bastian sich den Musikantenknochen gestoßen hat. In dem ausbrechenden Chaos gesteht Jo seine immer noch vorhandene Liebe zu Anne. Bastian will die Trauung retten und bringt Georg resolut aus dem Saal und aus dem Standesamt, wo beide jedoch vor einer jubelnden Menge wie ein schwules Brautpaar erscheinen. |           |                            |                              |
| 16 | 8         | Das Praktikum              | 27. Okt. 2006                |
| Bastian hat sich dafür eingesetzt, dass Kim ein Praktikum bei Dreharbeiten zu einer Serie mit Axel Stein absolvieren darf. Ursprünglich ist Kim von dieser Idee nicht sonderlich angetan, freundet sich mit Axel jedoch schnell an. Hagen, der seine Tochter nicht selber zum Set begleiten kann, bittet Bastian deswegen Kim abends persönlich abzuholen. Bastian hingegen zieht es vor, Axel Geld für Kims Taxi zuzustecken. Da Kim jedoch nicht zum verabredeten Zeitpunkt zu Hause erscheint, macht sich Bastian auf den Weg sie zu suchen und schließlich in Axels Wohnwagen zu finden. Dass Axel zu diesem Zeitpunkt lediglich einen Bademäntel trägt, führt zu Bastians Verdacht, er hätte mit seiner 15-jährigen Nichte geschlafen. Daher macht er sich umgehend mit Kim auf den Weg ins Krankenhaus, wo seine Freundin Anne arbeitet, um die Pille danach für Kim zu besorgen. Anstatt seiner Freundin von seinem Verdacht zu berichten, dichtet er Christoph Maria Herbst eine Affäre mit seiner ukrainischen Putzfrau an, die keine Aufenthaltsgenehmigung habe und daher nicht selber zum Arzt gehen könne. Zurück an seinem Auto stellt er fest, dass Kim verschwunden ist. Hagen ist inzwischen auf der Suche nach seiner Tochter und begegnet Bastian am Krankenhaus. Er bemerkt die Pille danach in Bastians Hand und fährt wutentbrennt mit Bastian zurück zur Feier am Drehort. Während Bastian die Situation in Ruhe klären möchte, rennt Hagen sofort auf Axel zu und schlägt ihm ohne Vorwarnung mit der Faust ins Gesicht. Unterdessen ruft Svenja Bruck bei Bastian an und teilt ihm mit, dass Kim bei ihr ist und ihn reingelegt habe. Bastian zieht seinen Bruder von Axel weg und die beiden machen sich zu Fuß auf den Weg nach Hause, da ein Partygast versehentlich Hagens Auto in den See fuhr. Nachdem Bastian Anne zu Hause die Wahrheit erzählt hat, klingelt es an seiner Tür: Partygast Lisa bittet Bastian um die Pille danach, da sie ohne Verhütung mit Axel geschlafen hat. Nachdem Bastian ihr die Pille danach gibt und sich herablassend über Axel geäußert hat, stellt sich heraus, dass er zum zweiten Mal reingelegt wurde. Axel ist mitgekommen und verpasst jetzt Bastian einen Faustschlag ins Gesicht. |           |                            |                              |
| 17 | 9         | Die Einweihungsparty       | 3. Nov. 2006                 |
| Anne möchte ihre gemeinsame Wohnung mit Bastian durch eine gebührende Party einweihen. Bastian ist von dieser Idee wenig angetan, ändert jedoch schlagartig seine Meinung als seine Managerin ihm mitteilt, dass Ingolf Lück sich in einer Forsa-Studie zur Beliebtheit der deutschen Comedians deutlich vor Bastian platzieren konnte, nur weil er regelmäßig eine große Sommerparty feiert. Zufälligerweise lassen Bastian und Ingolf ihre Einladungen im selben Copyshop anfertigen, in dem Birger Schönemann, ein ehemaliger Autor der „Wochenshow“, tätig ist. Jedoch kann sich keiner der beiden an den Autor, der inzwischen als Standup-Comedian tätig ist, erinnern. Ingolf Lück erfährt beiläufig von Bastians Party, die einen Tag vor seiner eigenen Party angesetzt ist, woraufhin Ingolf seine Party zwei Tage vorverlegt und die Einladungen erneut drucken lässt. In gleicher Manier antwortet darauf Bastian, was letztlich zu einem solchen Konkurrenzkampf der beiden führt, dass sie ihre Party als „fairen Wettkampf“ auf denselben Abend ansetzen. Unglücklicherweise ist dies der Abend, an dem Birger Schönemann einen Comedy-Auftritt geplant hat und nun bangt, seine Gäste könnten ihn zu Gunsten der beiden Partys versetzen. Um ein wenig Werbung für seinen Auftritt zu machen, gibt Birger Schönemann den beiden Comedians einen Stapel Flyer für seine Veranstaltung mit. Als er sieht, wie Ingolf auf dem Fußweg vor dem Copyshop Bastian hilft, dessen Schuhe von dem Schmutz zu befreien, in den Bastian gerade hineingetreten ist, kommt ihm eine Idee. Er ändert die beiden Einladungen insofern ab, als nun Bastian und Ingolf gemeinsam zu seiner Standup-Comedyshow einladen. Folglich finden Bastian und Ingolf sich auf ihren Partys vor einer Geisterkulisse wieder. Die beiden gehen zu der Veranstaltung, um Birger zur Rede zu stellen, werden jedoch weggeschickt. Zuhause angekommen hört Bastian aus seinem Gästezimmer eigenartige Geräusche: sein Bruder Hagen und Nachbarin Svenja Bruck haben dort Sex. |           |                            |                              |

## Staffel 3
| Nr. (ges.) | Nr. (St.) | Originaltitel          | Erstausstrahlung Deutschland |
| --- | --------- | ---------------------- | ---------------------------- |
| 18 | 1         | Die Schönheits-OP      | 2. Nov. 2007                 |
| Bastian denkt, dass Anne sich einer Schönheitsoperation unterziehen möchte. In Wirklichkeit ist es aber Kim, die auf diese Weise ihrem neuen Freund besser gefallen möchte. Während Anne und auch Kims neuer Freund versuchen, Kim davon abzubringen, macht Bastian, der permanent über Kesslers angeblich unförmige Nase spricht, alles nur noch schlimmer. Doch Kim hat sich von Hagen schon die Erlaubnis erpresst. Auch Bastians Strategie, nach der ihr Freund sie zum Schein zur Operation auffordern soll, damit sie aus Trotz davon ablässt, führt nur zu einer Trennung der beiden. Erst als Kim im Wartezimmer der Schönheitsklinik ihre versammelte Familie trifft, die behauptet, sich ebenfalls operieren lassen zu wollen, gibt sie ihren Plan auf und versöhnt sich wieder mit ihrem Freund. Als Bastian eine abfällige Bemerkung über Menschen macht, die Schönheitschirurgen an sich ranlassen, kommt Michael Kessler mit frisch operierter Nase aus dem Behandlungszimmer. |           |                        |                              |
| 19 | 2         | Der Wecker             | 9. Nov. 2007                 |
| Bastian und Anne liegen im Bett, doch Bastian möchte lieber mit seinem neuen Funkwecker spielen als mit Anne zu schlafen. Als ihn auch noch seine Nichte Kim als verklemmt bezeichnet, befindet sich Bastian in einer sexuellen Krise. Auch Michael Kessler und seine Managerin Regine sind entsetzt über Bastians Verhalten. Ein Abendessen mit Til Schweiger und dessen Freundin Susan, bei dem dieser ein Plädoyer für die freie Liebe hält und das Paar dem schockierten Bastian gesteht, mit Anne schlafen zu wollen, tut sein Übriges. Zurück zuhause kommt es zu einer Auseinandersetzung: Anne möchte wissen, ob sie etwas falsch mache, was Bastian jedoch verneint. Sie fragt nach seinen sexuellen Fantasien, worauf er beschämt zugibt, seit der Grundschule von Ingrid Steeger verkleidet als Nummern-Girl aus der Serie Klimbim, zu sinnen. Was Anne mit dem Gespräch beabsichtigt, wird ihm nicht verständlich. Daraufhin holt Bastian sich von Regine, Michael Kessler sowie Til Schweiger Rat, wie er sein Sexleben aufbessern könnte, und deckt sich mit diversem Spielzeug ein. Dass ihm nichts davon wirklich zusagt, merkt er bereits kurz nach dem Einkauf. Dies teilt er Anne auch deutlich mit und macht sich erneut auf den Weg. Der Wagen eines Kostümgeschäfts bringt ihn auf die rettende Idee: eine Verkleidung als Footballspieler (Annes sexuelle Fantasie in Anlehnung an einen ehemaligen Mitschüler) muss her! Anne ereilen derweil ähnliche Gedanken und sie kostümiert sich als Ingrid Steeger... |           |                        |                              |
| 20 | 3         | Die Saunabürste        | 16. Nov. 2007                |
| Bastian und Anne sind bei Volker Pastewka zum Geburtstag eingeladen. Während Hagen und Svenja ein Geschenk (eine Saunabürste, Handtücher und Öl) für Volker haben, kauft Bastian noch schnell bei einer Tankstelle eine Warnweste für ein Auto, obwohl Herr Pastewka sein Auto bereits vor sieben Jahren verkauft hatte. Nachdem er sich auf der Geburtstagsparty seines Vaters mit sämtlichen Paaren angelegt hat, lassen diese Bastian stehen und gehen in die sich im Garten befindliche Sauna. Bastian folgt ihnen nach einer Viertelstunde. Kaum hat er sich dazugesetzt, verlässt die Familie die Sauna und lässt Bastian erneut allein. Als er ihnen folgen möchte, verklemmt sich die Saunabürste so im Parkett, dass sie die Tür der Sauna blockiert. |           |                        |                              |
| 21 | 4         | Die rätselhafte Elsa   | 23. Nov. 2007                |
| Elsa versucht, sich gut mit Bastian zu stellen, und bittet ihn sogar um seinen Segen für eine mögliche Heirat mit seinem Vater Volker. Doch Bastian vermutet dahinter niedere Interessen und beginnt gemeinsam mit Hagen, Elsa auszuspionieren. Zusammen finden sie heraus, dass Elsa nackt bei anderen Männern putzt, was sie Volker umgehend mitteilen. Doch dieser zeigt sich unbeeindruckt und sogar enttäuscht von seinen beiden Söhnen ob ihres Misstrauens Elsa gegenüber. Kurz darauf sehen die Pastewka-Brüder, wie Volker erst eine junge Frau und kurz darauf auch Elsa im Morgenmantel und mit Sekt empfängt. |           |                        |                              |
| 22 | 5         | Mein Freund Jo         | 30. Nov. 2007                |
| Annes Ex-Freund Jo ist geschäftlich in der Stadt und quartiert sich bei Anne und Bastian ein. Er versucht, mit einer Fitness-Studio-Kette einen Exklusivvertrag für brandneue Bio-Fitness-Drinks abzuschließen. Bastian bekommen die Drinks nicht gut, und er vermasselt Jo versehentlich das Geschäft, als er auf dem Parkplatz des Fitnessstudios Jos Geschäftspartner unwissentlich davon erzählt. Aus Mitleid und Ärger auf Bastian bietet Anne Jo an, noch etwas bei ihnen zu bleiben, damit er einen neuen Geschäftspartner finden kann. Bei einer gemeinsamen Radtour provoziert Bastian Jo aus Eifersucht, bis Jos Fahrradkette reißt und er sich an einer intimen Stelle verletzt. Obwohl Anne Krankenschwester ist, versorgt Bastian Jos Quetschung. Um seinen Fehler wieder gut zu machen, trifft er sich mit Jos Geschäftspartner und erhält den Zuschlag für Jos Exklusivvertrag. Am Tag der Abreise, als Jo im Inbegriff ist, auf sein Motorrad zu steigen, trifft Bastian ihn versehentlich mit einem Fußball im Schritt. |           |                        |                              |
| 23 | 6         | Der Tricorder          | 7. Dez. 2007                 |
| Regine hat einen schweren Kater und steht etwas desorientiert auf der Straße herum. Bastian zieht sie beiseite, um ihr etwas in einem Schaufenster eines Star-Trek-Fanshops zu zeigen, ohne dabei zu bemerken, dass er sie vor einem herannahenden LKW rettet. Seitdem hält sie Bastian für ein „Werkzeug Gottes“ und wird plötzlich religiös. Bastian ersteht im Trekkie-Laden einen vermeintlich extrem seltenen Tricorder. Aufgrund Regines seltsamen Verhaltens und Bastians kindlicher Freude über seinen Tricorder platzt ein wichtiger Werbedeal. Obwohl Regines Sekretärin Esther einen Ersatztermin organisiert, bei dem sie sich als Bastians stellvertretende Agentin ausgibt, lehnt der Auftraggeber die Zusammenarbeit mit Bastian ab. Auf dem Heimweg läuft Regine Bastian vor den Wagen und wird von ihm angefahren. |           |                        |                              |
| 24 | 7         | Das Wunder von München | 14. Dez. 2007                |
| Regine sitzt im Rollstuhl, nachdem sie Bastian vor das Auto gelaufen war. Der Arzt erzählt Bastian, dass Regines Lähmung rein psychosomatisch ist. Auf dem Flug nach München zum Casting des neuen Bully-Films versucht Bastian, Regine aus der Reserve zu locken, was jedoch gründlich misslingt. Beim Casting für die Rolle des Jesus muss Bastian gegen Michael Kessler und Martin Schneider antreten. Als Regine hereinkommt, geschieht das „Wunder von München“, Regine meint, in Martin Jesus zu erkennen, erhebt sich aus ihrem Rollstuhl und läuft Martin entgegen, woraufhin Bully die Rolle des Jesus an Martin vergibt. |           |                        |                              |
| 25 | 8         | Der Kochkurs           | 21. Dez. 2007                |
| Bastians Kochkünste reichen nicht über Würstchen mit Kartoffelpüree hinaus, weshalb ihn Anne zu einem Kochkurs für Pärchen überredet. Dort treffen sie auf andere Paare, unter anderem auf Stefan, mit dessen attraktiver Partnerin Silvie sich Bastian sehr gut versteht, da sie über den gleichen bissigen Humor wie er verfügt und ebenfalls ein Fernseh-Junkie ist. Gemeinsam verhöhnen sie ein biederes, zurückhaltendes Paar bei der Bewertung der Gerichte, nachdem dieses ihm keine Schalotte abgeben wollte. Am nächsten Tag begegnet er ihr zufällig beim Einkaufen, wobei er erfährt, dass sie an diesem Abend allein zum Kochkurs kommen wird. Anne muss unvorhergesehen für eine Kollegin im Krankenhaus einspringen, woraufhin Bastian und Silvie zusammen ein Kochpärchen bilden. Als Anne am nächsten Tag davon erfährt, ist sie alles andere als begeistert und es kommt zu einer Auseinandersetzung zwischen allen Kursteilnehmern. |           |                        |                              |
| 26 | 9         | Ein Tag mit Frau Bruck | 28. Dez. 2007                |
| Svenja Bruck will ihren Freund Hagen aus der Eifel holen, wo er einen Autounfall hatte, als er bei eBay ersteigerte Alufelgen abholen wollte. Da Svenjas Wagen Startschwierigkeiten hat, bittet sie den überraschten Bastian, sie in die Eifel zu fahren. Auf der Fahrt streiten sich die beiden ständig. An einer Tankstelle lädt Svenja eine Anhalterin gegen Bastians Willen zur Mitfahrt ein. Nach kurzer Zeit bedroht die Anhalterin die beiden mit CS-Gas, raubt ihnen ihr Geld sowie ihre Handys und entkommt. Hagen wartet währenddessen in einer Kneipe auf seine Familie. Zufälligerweise ist auch die Anhalterin dort, da sie mit ihrer Rockband am Abend ebenda auftritt. Bastian, Hagen und Svenja schleichen sich in deren Garderobe und überwältigen sie mit Asthmaspray. Kurz bevor sie mit ihren zurückgewonnenen Sachen verschwinden können, werden sie von den Musikern der Band bemerkt. Am Ende stellt sich heraus, dass Hagen nicht wegen Alufelgen, sondern einer Kinderwiege in die Eifel gefahren ist. |           |                        |                              |

## Staffel 4
| Nr. (ges.) | Nr. (St.) | Originaltitel     | Erstausstrahlung Deutschland |
| --- | --------- | ----------------- | ---------------------------- |
| 27 | 1         | Der Pusher        | 30. Okt. 2009                |
| Bastian erwischt seine Nichte Kim mit einer Freundin gemeinsam beim Konsumieren von Marihuana, kurz nachdem er überfallen wurde. Kim hat davon noch ein weiteres, zum Verkauf bestimmtes Kilogramm, mit dem sie sich ihren Führerschein finanzieren will, bei sich. Bastian konfisziert die Drogen aus Angst um seine Nichte. Anne hat unterdessen die Polizei gerufen, vor der Bastian allerdings falsche Angaben über den Täter des Überfalls macht, um sich nicht bloßzustellen. Es stellt sich bald heraus, dass alle Kollegen von Bastian über seinen neuen Drogenbesitz informiert wurden und bei ihm mehrere Nachfragen starten. Nach anfänglichem hin und her lässt sich Bastian dazu überreden die Drogen an seine Schauspielerkollegen zu verkaufen und erwirtschaftet 900 EUR, die er anschließend Kim für ihren Führerschein gibt. Kim ist davon aber gar nicht begeistert, da sie der Meinung ist, dass sie für die Menge den doppelten Betrag hätte verdienen können. Bei der praktischen Fahrprüfung fällt sie durch, da durch ein Versehen etwas von dem Marihuana an Stelle von Gewürz auf eine selbstgemachte Pizza gestreut wurde, welche Kim zuvor aß. Bastian erhält von der Polizei eine Anzeige wegen Falschaussage, da der wahre Täter seines Überfalls, ein 13-jähriges Mädchen, bereits identifiziert worden ist. |           |                   |                              |
| 28 | 2         | Der Spender       | 6. Nov. 2009                 |
| Svenja Bruck möchte zusammen mit Hagen ein Kind bekommen. Bei einem Gespräch zwischen Bastian und Hagen in einer Spielhalle kommt heraus, dass Hagen sich hat sterilisieren lassen, aber trotzdem gerne ein Kind mit Svenja möchte. Hagen setzt Bastian die Pistole auf die Brust. Entweder er wird der Samenspender für das gemeinsame Kind oder Hagen erzählt Anne, dass Bastian keine Kinder mit ihr möchte. Aus Angst vor der Wahrheit sagt Bastian zu, überlegt sich aber eine Idee, wie er die Samenspende umgehen kann. Die rettende Idee kommt von Michael Kessler. Er fädelt einen Deal mit einem seiner Nachbarn ein, Samenspender für das Kind zu sein, da der potenzielle Spender ähnlich wie Bastian aussieht und aufgrund seiner zahlreichen Kinder augenscheinlich zeugungsfähig ist. Bastian holt das Sperma, das Michael Kessler für ihn besorgt hat, ab und übergibt es anschließend Hagen. Bastian möchte den Nachbarn von Michael Kessler danach für die Spende bezahlen. Dieser sagt aber, dass die Spende nicht von ihm kommt, da er sich selbst inzwischen hat sterilisieren lassen, sondern von einem dunkelhäutigen Sportstudenten im selben Haus, der kurz danach auch zu sehen ist. Am Ende der Folge spricht eine Hintergrundstimme die geschehenen Ereignisse und der Zuschauer erfährt, dass Svenja Bruck nicht schwanger geworden ist. |           |                   |                              |
| 29 | 3         | Das Experiment    | 13. Nov. 2009                |
| Anne vermutet Fernsehsucht bei Bastian und fordert von Bastian, dass dieser eine Woche auf Fernsehen verzichten soll um stattdessen mit ihr, Annette Frier und deren Freund Rico zum Rafting in die Eifel zu fahren. Er umgeht das Verbot jedoch heimlich und schenkt Anne sogar eine Massage zum Beziehungsjubiläum, um ungestört fernzusehen. Als Anne ihn dabei erwischt, bietet er ihr die Trennung an, um sie unter Druck zu setzen. Überraschenderweise nimmt Anne jedoch an, und Bastian sucht bei Hugo Egon Balder Unterschlupf. |           |                   |                              |
| 30 | 4         | Die WG            | 20. Nov. 2009                |
| Zunächst ist Bastian noch begeistert von der Männer-WG mit Hugo. Bald stellt er jedoch fest, wie sehr er Anne vermisst. Zugleich bekommt er vom Südwestrundfunk angeboten, Frank Elstner gegen dessen Willen als Moderator von Verstehen Sie Spaß? zu beerben. Am Abend vor dem entscheidenden Meeting wird er von Hugo, Olli Dittrich und weiblichen Freunden der beiden zu Trinkspielen aufgefordert. Als Anne ihm morgens einen Anzug für das Meeting vorbeibringt, findet sie Bastian mit einer Frau schlafend auf dem Sofa von Hugos Wohnung vor. Bei den Treffen mit dem SWR-Unterhaltungschef stellt sich das Ganze als Falle für „Verstehen Sie Spaß?“ heraus – eingefädelt von Hugo. Daraufhin will Bastian zu Anne zurück. Kurz bevor sie ihn jedoch hereinläßt, kommen Paketboten mit dem alten Plasmafernseher von Hugo, um den Bastian ihn bat. |           |                   |                              |
| 31 | 5         | Der Priester      | 27. Nov. 2009                |
| Bastian ist inzwischen bei Hugo ausgezogen und bittet seinen Drehpartner Christoph Maria Herbst darum, bei Anne ein gutes Wort für ihn einzulegen. Da er Herbst nicht voll vertraut, bespitzelt er dessen Treffen mit Anne jedoch. Tatsächlich macht Herbst Anne selbst Avancen, statt für Bastian zu sprechen. Bastian überfährt Herbst daraufhin beinahe bei den gemeinsamen Dreharbeiten mit einem Lkw. Im Krankenhaus berichtet Anne Bastian, dass sie Herbst widerstand und ihn rauswarf. Sie bittet Bastian, wieder bei ihr einzuziehen. Herbst macht sich derweil mit der gleichen Masche an eine weitere Krankenschwester heran. |           |                   |                              |
| 32 | 6         | Das Knöllchen     | 8. Jan. 2010                 |
| Bastian wird während einer Autofahrt geblitzt, während er im Fußraum etwas aufheben möchte. Da er bereits 15 Punkte in Flensburg hat, soll Michael Kessler so tun, als sei er gefahren. Kessler, der nach eigenen Angaben überhaupt keinen Punkt hat, stimmt schließlich zu. Später stellt sich heraus, dass er wegen „Grober Fahrlässigkeit“ im Straßenverkehr den Führerschein für einen Monat abgeben muss. Bastian muss ihm also die Taxikosten erstatten. Bastian findet schnell heraus, dass Kessler absichtlich die Taxikosten in die Höhe treibt. Also vereinbaren die beiden, dass Bastian für den Rest der Zeit als Kesslers Fahrer fungiert. |           |                   |                              |
| 33 | 7         | Der Aufzug        | 15. Jan. 2010                |
| Bastian hat Geburtstag, daher kommt ein Paket von Anke Engelke mit dem Grimme-Preis. Daraufhin denkt er an ein Ereignis vor exakt einem Jahr: Die Verleihung des Grimme-Preises. Dabei bleibt Bastian mit Anke in einem Aufzug stecken. Dabei kommt es zu vielen komischen Situationen, zum Beispiel als Anke die Auszeichnung als Urinella benutzt. |           |                   |                              |
| 34 | 8         | Der Pilates-Kurs  | 22. Jan. 2010                |
| Bastian soll eine Rolle in dem neuen Film von Quentin Tarantino bekommen, macht sich aber Sorgen, ob der Vertrag zustande kommt, da er seine Managerin alkoholisiert in ihrem Büro antrifft. Zwei weitere Probleme in dieser Episode sind für ihn zum einen sein unzuverlässiges Handy und zum anderen, dass er ständig während der Fahrt telefonierend von der Polizei erwischt wird. Nachdem er einen Pilates-Kurs durch sein Zuspätkommen und Gestöhne gestört hat, stürzt Annette Frier, die ebenfalls an diesem Kurs teilnimmt, mit ihrem Fahrrad über die Reste eines Sandwichs, das Bastian auf die Straße geworfen hat. Dabei bricht ihr ein Zahn ab und Bastian schickt sie zu einem Zahnarzt in der Nähe. Dieser pfuscht jedoch und Bastian muss, obwohl er nur den Tarantinovertrag im Kopf hat, Annette widerstrebend zu ihrem eigenen Zahnarzt fahren. Am Ende rächt sich Annette Frier jedoch an Pastewka, diskreditiert ihn und die Rolle erhält stattdessen unerwartet Michael Kessler. |           |                   |                              |
| 35 | 9         | Der Tarif         | 29. Jan. 2010                |
| Bastian will auf einen sogenannten günstigeren Journalisten-Tarif umsteigen. Nach unendlichen Mühen bekommt er schließlich den Tarif, muss aber feststellen, dass dieser teurer ist als der Normaltarif. Unterdessen beschließt er ein Buch zu schreiben, da dies auch schon vielen anderen Comedians Erfolg gebracht hat. Nach langen Überlegungen kommt er mit einem Verleger zum Entschluss ein Ebay-Lexikon (Deutsch-ebay, ebay-Deutsch) zu erstellen. Dies allerdings nicht mit dem allergrößten Erfolg, wie man am Ende der Episode sieht. |           |                   |                              |
| 36 | 10        | Der große Kessler | 5. Feb. 2010                 |
| Michael Kessler wird neuer Kunde bei Bastians Agentin. Er will wieder seriöse Filme drehen und äußert sich öffentlich negativ über Bastians Rosen-Inder, was jenen sehr verärgert. Als Bastian in einem Hotel glaubt, Michael in einem Porno erkannt zu haben, will er dies benutzen, um Michael die Rolle in dem neuen Dieter-Wedel-Film zu vermiesen. Es stellt sich heraus, dass Kessler zwar nicht in dem Streifen mitspielt, aber Dieter Wedel Regie führte. |           |                   |                              |
| 37 | 11        | Der Kratzer       | 12. Feb. 2010                |
| Bastian verursacht zusammen mit Hagen beim Verrücken eines Tisches im Hause seines Vaters einen Kratzer im Parkett. Beim anschließenden Leih einer Parkettschleifmaschine in einem Baumarkt trifft er unglücklicher Weise seinen alten Kollegen Jos, mit dem er vor langer Zeit gemeinsam auftrat. Der Bitte von Jos, eine Uraltpantomine über zwei arme Eisbären wieder gemeinsam aufzuführen, versucht sich Bastian wie üblich nur indirekt zu entziehen. Noch unangenehmer wird es für Bastian, als er Jos fälschlicherweise verdächtigt, sein Portemonnaie gestohlen zu haben. Nachdem die Pastewkas Schwarzarbeiter für das Ausbessern des Parketts angeheuert haben, werden sie durch Zufall vom Zoll erwischt. Als Ausrede behauptet Bastian, die beiden polnischen Schwarzarbeiter seien Schauspieler-Kollegen und würden bei ihm eine Aufführung einstudieren. Bastian muss dem anschließend Taten folgen lassen. Überraschenderweise begeistern die polnischen Handwerker das Publikum mit ihrer Show als Laurel und Hardy, während die Eisbärenpantomime von Jos und Bastian so langweilt, dass der Zuschauerraum am Ende fast leer ist. |           |                   |                              |
| 38 | 12        | Der Brühwürfel    | 19. Feb. 2010                |
| Bastian ist in einer Buchhandlung und macht dort eine Autogrammstunde zu seinem neuen Buch. Dabei stört ihn nicht nur, dass keiner ein signiertes Buch will, sondern auch die schlechte Beleuchtung durch Energiesparlampen in seiner Abteilung. Als er nach Hause kommt, kommt ihm Svenja entgegen und beschwert sich über den Müll im Hauseingang, den Bastian nicht wegräumt. So kommt es, dass sich eine Ratte in Hagens Wohnung einnistet. Als Bastian und Hagen versuchen, die Ratte zu entfernen (was allerdings nicht klappt), kommt raus, dass es mehrere Ratten sind. Also ziehen Hagen, Svenja und Kim bei Bastian und Anne ein. Beim Essen schlägt Hagen vor, 60-Watt-Lampen in Polen zu kaufen, um sie dann zu verkaufen, wenn diese nicht mehr verkauft werden. Beim Essen erstickt Bastian fast an einem Brühwürfel, den er jedoch mit Svenjas Hilfe wieder ausspuckt. Der Brühwürfel fällt genau auf die Null-Taste seines Laptops. Schließlich trifft Bastian in einer Signierpause Henning Krautmacher, den Frontmann der Musikgruppe Höhner, der ebenfalls gegen Energiesparlampen ist (kaltes Licht der Lampen). Also bestellt Bastian mit Svenja, Hagen und eben Krautmacher mehrere Hundert 60-Watt-Lampen. Als der Laster ankommt, stellt sich heraus, dass alle Lampen nur 6-Watt Lampen sind, da Bastian bei der Bestellung die Null zwar drückte, aber diese nicht ging, da Bastian vorher den Brühwürfel dort hingespuckt hatte. Infolgedessen droht Henning Krautmacher Bastian, und auch die anderen sind wutentbrannt. Am Abend liegt Bastian mit Anne im Bett, die Wohnung mit 6-Watt-Birnen bestückt und man sieht, wie eine Ratte quer durch das Bild läuft. Bastian und Anne schreien auf. |           |                   |                              |

## Staffel 5
| Nr. (ges.) | Nr. (St.) | Originaltitel      | Erstausstrahlung Deutschland |
| --- | --------- | ------------------ | ---------------------------- |
| 39 | 1         | Das Angebot        | 18. Feb. 2011                |
| Anne bittet Bastian, sich für Svenja Bruck nach einem Job umzugucken. Zu Bastians Freude hat Hugo Egon Balder aber nur Bedarf an einer Reinigungskraft im eigenen Haus. Hagen, der statt Svenja den Job annimmt, verletzt sich aber prompt an beiden Händen, so dass doch Svenja einspringen muss. Bei einem gemeinsamen Abendessen mit Hagen, Svenja, Bastian und Anne gesteht Balder, sich in Svenja verliebt zu haben und bietet 100.000 Euro für eine Nacht mit ihr. Am Ende gelingt es Bastian jedoch, Balders Interesse von Svenja weg auf Charlotte Engelhardt zu lenken. |           |                    |                              |
| 40 | 2         | Die Entschuldigung | 25. Feb. 2011                |
| Bastian organisiert für seinen Vater zum Geburtstag Logenkarten für das Spiel des 1. FC Köln gegen den FC Bayern München, will selbst aber nicht hingehen, weil er mit Fußball nichts anfangen kann. Bei der gemeinsamen Geburtstagsfeier in einem Brauhaus wird Kim spontan als Aushilfe und Bastian als Testimonial für die hauseigene Werbekampagne engagiert. Kurz darauf äußert sich Bastian in einer von Bettina Tietjen moderierten Talkshow abfällig über den 1. FC Köln, ohne zu ahnen was er damit anrichtet: Kim verliert ihren Job im Brauhaus und Bastian sieht sich, nachdem er schließlich doch für den erkrankten Hagen mit seinem Vater ins Stadion gehen muss, sowohl im RheinEnergieStadion als auch zu Hause wüsten Beschimpfungen von aufgebrachten FC-Fans ausgesetzt. Die Situation entspannt sich erst als mit Hilfe von Henning Krautmacher ein Video im Stadion eingespielt wird, in dem Bastian als Entschuldigung in Vereinstracht auftritt und das Vereinslied singt. Nach der anschließenden Autogrammstunde scheint die Situation geklärt, bis Bastian plötzlich Hennes, das Vereinsmaskottchen, vor das Auto läuft … |           |                    |                              |
| 41 | 3         | Die Sitcom         | 4. März 2011                 |
| Claus Vinçon, bekannt aus der Lindenstraße in seiner Rolle Georg „Käthe“ Eschweiler, will sich von seinem alten Image verabschieden und hat ein Sitcom-Drehbuch geschrieben, das er Michael Kessler und Bastian bittet anzugucken. Nachdem sich die beiden zunächst ausgiebig von oben herab über Vincon lustig gemacht haben, müssen sie erkennen, dass dieses Drehbuch brillant geschrieben und unglaublich witzig ist. Zwischen den beiden beginnt ein schmutziger Kampf mit allen Mitteln um die Hauptrolle der Sitcom, die jedoch am Ende Vincon selber sehr erfolgreich übernimmt. |           |                    |                              |
| 42 | 4         | Der Piepser        | 11. März 2011                |
| Die Dreharbeiten vom neuen Teil der Wixxer-Reihe sind endlich beendet und alle Beteiligten freuen sich auf das Abschlussfest auf kommenden Samstag. Bastian sieht besonders der Übergabe seines Geschenkes an Oliver Kalkofe vorfreudig entgegen, da dieses nach eigenen Angaben perfekt für seinen Freund ist. Dummerweise hat Bastian den 35. Hochzeitstag von Annes Eltern vergessen, welcher am selben Wochenende gefeiert wird. Da Klaus Leyfert ihn nicht leiden kann und das Paar in der „Pampa“ lebt, freut sich Bastian nur bedingt auf den Besuch. Kurz nach der Ankunft erschlägt Bastian versehentlich den blinden Wellensittich der Leyferts, da er diesen für eine Fledermaus hielt. Beim Mittagessen äußert Klaus zum wiederholten Male seinen Unmut über den Abbruch des Medizinstudiums seiner Tochter, da sie dieses aufgrund des Kennenlernens von Bastian ohne Abschluss beendete. Der von Karin servierte Oktopussalat verursacht bei Bastian starke Ekelgefühle und Brechreiz. Nach dem Essen geht es raus zum Wandern. Obwohl nur die „einfache Runde“ bewältigt wird, verletzt sich der unsportliche Bastian, nachdem er über eine Wurzel stolpert. Per Handy verabredet er sich um 19:00 Uhr mit Kalkofe, um über Skype am Abschlussfest teilzunehmen. Die Feierlichkeit zum Hochzeitsjubiläum beginnen, die gesamte High Society des Landkreises ist anwesend. Nachdem Klaus begleitet durch seine Frau am Klavier einige Werke Franz Schuberts vorgetragen hat, präsentiert er zum ersten Mal eine Eigenkomposition über seine Tochter mit dem Titel Anne-Marie. Während des Vortrages drängelt sich Bastian durch die Sitzreihen ins Arbeitszimmer, um sich per Skype zum Abschlussfest zuzuschalten. Versehentlich wirft er dabei den „Piepser“ von Chefarzt Klaus ins Aquarium. Nachdem Bastian eine kleine Statue zerstört und den Familienhund verschreckt hat, befindet er sich endlich - wenn auch nur virtuell - endlich auf der Veranstaltung. Aufgrund der mäßigen Internetverbindung muss Bastian sehr laut sprechen und seine obszöne Begrüßung („Mir quillt das Herz über, der ganze Raum ist voller Wichser!“) ist auch für die Gäste hörbar. Wutentbrannt unterbricht Klaus seine Eigenkompositionen, um Bastian die Leviten zu lesen. Nachdem er Skype ausgeschaltet hat, werden auf dem Bildschirm erotische Fotoaufnahmen von Karin, welche Bastian vorher versehentlich geöffnet hat, für alle Gäste sichtbar. Die Gäste werden nach Hause geschickt und zwischen den Leyferts entfacht sich ein Streit über die Beziehung von Anne und Bastian so wie über Klaus’ Assistenzärztin, mit welcher er offenbar eine Affäre hat. Ein Anruf aus dem Krankenhaus bringt das Fass zum Überlaufen: Klaus bemerkt seinen zerstörten „Piepser“ und wirf Bastian hinaus. Auf der Rückfahrt witzeln die beiden über die schreckliche Eigenkomposition und Anne entdeckt das Geschenk für Kalkofe, welches im gleichen Papier verpackt wurde wie die kurz zuvor überreichten Geschenke für Annes Eltern. Bastian ereilt plötzlich ein schlimmer Verdacht, welcher sich nach der Öffnung des dritten Geschenkes bestätigt: die Geschenke wurden vertauscht. Währenddessen öffnet Karin „ihr“ Geschenk – es ist ein Übergrößen-BH, beigelegt ein Zettel mit Obszönitäten … |           |                    |                              |
| 43 | 5         | Das Brot           | 18. März 2011                |
| Bastian Pastewka sieht durch eine Halluzination die schlechtgelaunte Figur Bernd das Brot. Dieser verfolgt ihn nun auf Schritt und Tritt und so begibt sich Bastian zu einer Psychiaterin, die die wahren Probleme von Bastians Halluzinationen aufdecken soll. Die Psychiaterin ist der Meinung, dass Bastians Spannungen mit seiner Nachbarin Frau Bruck ihn zu stark belasten. Er startet daraufhin einen Versöhnungsversuch mit Frau Bruck, die dies Angebot zögernd annimmt. Nach einer Aussprache verstehen sich die beiden sogar recht gut. Als Bernd das Brot ihm dennoch weiter erscheint, fällt Bastian ein, dass er in der letzten Zeit öfter neues Haarshampoo mit Hanfextrakt verwendete, was Frau Bruck eigentlich Anne zur Probe geliehen hat. Der Laborbericht der Psychiaterin bestätigt die halluzinogene Wirkung des Shampoos, aber nur in Wechselwirkung mit Vitamindrops, die Bastian täglich in hoher Dosis einnimmt. Dennoch macht er Frau Bruck gänzlich für seine Visionen verantwortlich, worauf die beiden wieder das gleiche gespannte Verhältnis wie zuvor haben. Bastians Visionen sind beendet, aber seine Psychiaterin heißt Bernd das Brot nun in ihrem Privatleben willkommen, nachdem sie das Shampoo und die Vitamindrops zwecks Laboruntersuchungen behalten hat. |           |                    |                              |
| 44 | 6         | Der Marathon       | 25. März 2011                |
| Bastian sagt zu, an einem TV-Spendenmarathon teilzunehmen, unter anderem, weil er fälschlicherweise davon ausgeht, dort nur Teil des Moderationsteam zu sein. Gleichzeitig plant die gerade 18-jährige Kim zu Hagens Entsetzen, einen afrikanischen Asylanten zu heiraten, den sie erst seit kurzem kennt. Bastian verspricht dem Afrikaner Hilfe bei seinen Heiratsplänen, wenn dieser mit ihm einen Scheinunfall inszeniert, um dem Marathon zu entgehen. Aber Hagen bittet Bastian genau um das Gegenteil, die Heiratspläne zu durchkreuzen, und natürlich ist Bastian außerdem bemüht, in der Öffentlichkeit als sozial engagierter Teilnehmer der Spendenaktion dazustehen. Am Ende fliegen Bastians Pseudoverletzungen an Arm und Beinen auf und er bewältigt den Marathon mit letzter Kraft als langsamster Teilnehmer. Kim fühlt sich von ihrem Freund hintergangen und trennt sich von ihm. |           |                    |                              |
| 45 | 7         | Die Laudatio       | 1. Apr. 2011                 |
| Weil Annette Frier mit Danni Lowinski so erfolgreich ist und auch den Deutschen Comedypreis bekommen soll, ist Bastian Pastewka neidisch und gibt alles dafür, da er auch in der Jury sitzt, alle anderen Jury-Mitglieder zu manipulieren und Annette Frier die Auszeichnung zu vermiesen, aber Frier kommt dahinter und so endet das ganze in einer peinlichen Situation für Bastian. |           |                    |                              |
| 46 | 8         | Das Gewitter       | 8. Apr. 2011                 |
| Weil ein Gewitter und der daraus folgende Stromausfall das Fernsehen für Bastian unmöglich machen und er deshalb mit Frau Bruck Schlag den Star gucken muss, diskutieren die beiden über seine Fähigkeiten als Kandidat, bis er bei „Schlag den Raab“ und Matthias Opdenhövel anruft. Als Matthias Opdenhövel bei Bastian vorbeikommt, da er zu Hause keinen Strom und kein Licht hat, veranstalten sie einen „Schlag den Star“-Wettkampf zwischen Frau Bruck und Bastian. |           |                    |                              |
| 47 | 9         | Die Alarmanlage    | 15. Apr. 2011                |
| Bastian und Hagen sollen das Haus von Vater Volker bewachen, weil er im Urlaub ist. Leider können beide nicht so recht mit der Alarmanlage umgehen und Hagen löst mehrfach Fehlalarm aus. Währenddessen soll Bastian mit Markus Maria Profitlich einen japanischen Werbespot drehen, für den jedoch zunächst das originale „Erklärbär“-Kostüm und anschließend das echte „Jürgen“-Hemd fehlen. |           |                    |                              |
| 48 | 10        | Der Antrag         | 29. Apr. 2011                |
| Bastian droht eine Steuernachzahlung, weil er viele Bewirtungsbelege nicht ordnungsgemäß ausgefüllt hat. Sein Steuerberater eröffnet ihm die Möglichkeit seine Nachzahlung zu halbieren, wenn er heiratet. Bastian will daraufhin Anne einen Heiratsantrag machen und überlegt, wie er dies am besten anstellt. Allerdings läuft nicht alles so, wie er es sich vorgestellt hat. Ein erster Antrag wird von Anne nicht ernstgenommen und der zweite Versuch scheitert an Frau Bruck, die Bastians DVD-Player zerstört, aus Rache, weil er vorher ihren iPod zertreten hat. Bastian überträgt Kim die Aufgabe, seine Bewirtungsbelege mit Namen und Anlässen auszufüllen. Kim willigt gegen eine Bezahlung von 200 EUR ein, füllt die Belege allerdings mit lauter imaginären oder unsinnigen Personennamen aus, worauf das Finanzamt prompt die Nachzahlung einfordert. Zuletzt hat er doch noch Erfolg mit seinem Heiratsantrag bei Anne, den er ihr mithilfe einer mexikanischen Musikgruppe vorträgt. |           |                    |                              |

## Staffel 6
Von dem 21. September bis zum 16. November 2012 wurde auf Sat.1 die sechste Staffel mit zehn Episoden ausgestrahlt.
| Nr. (ges.) | Nr. (St.) | Originaltitel            | Erstausstrahlung Deutschland |
| --- | --------- | ------------------------ | ---------------------------- |
| 49 | 1         | Der Hausmeister          | 21. Sep. 2012                |
| Bastian und Anne ziehen in eine neue Wohnung im Kölner Stadtteil Marienburg. Bastians Bruder Hagen verabschiedet Bastian nur ungern aus der alten Wohnung, weil er einen Kontaktabbruch befürchtet. Bastian dagegen ist froh, nun insbesondere Frau Bruck sowie die Streitigkeiten mit ihr loszuwerden. Der Hausmeister der neuen Wohnung steht Bastian und Anne hilfreich zur Seite und schenkt den beiden sogar Kuchen zum Einzug. Als Gegenleistung für seine Arbeit wollen Bastian und Anne ihm einen Geschenkkorb überreichen, der jedoch zuvor von Oliver Pocher beim Einparken überfahren wird. Pocher will die Kosten für einen neuen Geschenkkorb übernehmen, ist dabei aber nicht so recht glaubwürdig und schenkt Bastian zur Überbrückung ein Rubbel-Los, welches Bastian seinerseits an den Hausmeister verschenkt. Dieser gewinnt 100.000 Euro durch das Rubbel-Los. Da ihm das Leben im Nobelstadtteil missfällt, kündigt er mit der neuen finanziellen Unabhängigkeit seinen Job als Hausmeister und zieht um. Bei einem Besuch von Hagen bewirbt sich dieser um die Nachfolge als Hausmeister und bekommt die freie Stelle. So ziehen Hagen und Svenja Bruck wiederum in das gleiche Haus wie Bastian und Anne. Spätestens bei einem gemeinsamen Grillabend sind alle Illusionen von Bastian über ein ruhiges Leben in der neuen Wohnung zerstört. |           |                          |                              |
| 50 | 2         | Der Magnet               | 28. Sep. 2012                |
| Bastian und Anne sind vor ihrer geplanten Hochzeit in eine neue Wohnung im Kölner Prominenten-Stadtteil Marienburg gezogen, in der noch immer ziemliches Chaos herrscht. Beim Stöbern in einem Umzugskarton stößt Bastians Nichte Kim auf eine Heiratsurkunde von Anne und ihrem Ex-Freund Jo aus Las Vegas. Bastian ist entsetzt und stellt Anne zur Rede. Unterdessen klemmt Bastians Halbbruder Hagen einen Magneten an seinen Stromzähler im Keller, um den Verbrauch zu manipulieren. Als Bastian sich ebenfalls einen Magneten bestellt, stehen plötzlich 2 Herren von den Stadtwerken vor der Tür. Beim Abendessen wollen Anne und Bastian Annes Eltern Karin und Klaus ihre Heiratspläne verkünden. Doch da gibt es eine böse Überraschung als Klaus dem Magneten zu nahe kommt, und sein Herzschrittmacher dadurch gestört wird. |           |                          |                              |
| 51 | 3         | Die Lesung               | 5. Okt. 2012                 |
| Managerin Regine hat eine Anfrage vom Kölner Literaturfestival „Lit.Cologne“ bekommen und Bastian ist Feuer und Flamme: er soll vor Publikum zusammen mit Christoph Waltz aus dem satirischen Buch „Der Nazi und der Friseur“ lesen. Währenddessen erscheint der von einem Magen-Darm-Virus geschwächte Hagen vor Bastians Tür und bittet um Medikamente. Als auch Anne schließlich von dem Virus heimgesucht wird, zieht Hypochonder Bastian in ein Hotel, um sich vor einer Ansteckung zu schützen und seine Lesung mit Waltz nicht zu gefährden. Doch Waltz verschiebt die erste Leseprobe überraschend. Und als sich plötzlich auch noch Annes Ex-Freund Jo in Bastians Wohnung einnistet, um sich um die kranke Anne zu kümmern, dreht Bastian durch und steckt sich auch noch mit dem Virus bei Svenja Bruck an. Durch ein Missverständnis wird Bastian ins Krankenhaus eingeliefert, weil er viele Medikamente im Hotelzimmer auf dem Bett liegen hatte und selbst schlafend daneben lag. Zuletzt findet die Lesung doch noch statt, allerdings muss Bastian eine weitere Enttäuschung verkraften, weil es sich bei seinem Partner für die Lesung nicht, wie er vermutet hat, um Christoph Waltz handelt, sondern um den Promi-Friseur Udo Walz. |           |                          |                              |
| 52 | 4         | Die SMS                  | 12. Okt. 2012                |
| Bastians Heiratspläne stagnieren. An einem freien Abend sinniert Bastian bei mehreren Gläsern Rotwein über sein Leben. Angetrunken und in melancholischer Stimmung schickt er eine SMS an Kumpel Hugo Egon Balder, in der er zugibt, nur einmal in seinem Leben richtig verliebt gewesen zu sein: in eine Mitschülerin aus der 8. Klasse. Kaum abgeschickt, stellt er schockiert fest, dass er die SMS nicht an Balder, sondern versehentlich an Anne selbst gesendet hat. Und die hat in 35 Minuten Schichtende im Krankenhaus! Bastian bittet seinen Bruder Hagen um Hilfe, gemeinsam rasen sie ins Krankenhaus, um die SMS rechtzeitig von Annes Handy zu löschen. Doch sie haben nicht mit einer Alkoholkontrolle der Polizei gerechnet. |           |                          |                              |
| 53 | 5         | Der Masseur              | 19. Okt. 2012                |
| Bastian rettet eine alte Dame vor einem drohenden Sturz und wird dabei von zwei Teenagern gefilmt, die den Clip bei YouTube hochladen. Bastian ist schockiert, weil er den Vorgang als Eingriff in seine Privatsphäre empfindet. Nichte Kim zeigt ihm daraufhin den YouTube-Kanal des Komikerkollegen Michael Kessler. Bastian entwickelt auch eine Idee für eine Internet-Show. Unterdessen hat Managerin Regine einen taubstummen Masseur engagiert, empfohlen von Michael Kessler. Als daraufhin Michael eine neue Internet-Show startet, die exakt Bastians Konzept entspricht, verdächtigt Bastian den Masseur, dass dieser ein Simulant sei und „Industriespionage“ betreibe und setzt alles daran, den Simulanten auffliegen zu lassen. Dieses gelingt ihm auch im Supermarkt. Woraufhin der Supermarktbesitzer ihm vorhält, dass er sich im anfänglichen „Hilfsvideo“ abfällig über seinen Supermarkt geäußert habe, und stellt daraufhin das Video der Überwachungskameras ins Internet. Darauf ist dann zu erkennen, dass die Hilfeszene von Bastian inszeniert war. Später kommt Bastian zu Kesslers Internetstudio und prügelt sich mit ihm vor laufender Kamera. |           |                          |                              |
| 54 | 6         | Der Parkausweis          | 26. Okt. 2012                |
| Bastian hält spät abends seine eigene Radio-Livesendung mit dem Titel Der Filmflüsterer ab. Abend für Abend kassiert er aber einen Strafzettel wegen Falschparkens. Außerdem gerät er beim Sender in Ungnade, weil er einen Anrufer in seiner Sendung unabsichtlich bei eingeschaltetem Mikrofon beleidigt hat. Bastian bittet einen Studenten, der ihm auch seine Website gestaltet, darum, ihm Anwohnerparkausweise für die ganze Stadt zu fälschen. Diese werden ihm unter einem Vorwand von Roger Willemsen wieder abgenommen, der auf Bastians Ehrlichkeit plädiert und selbst eine Radiosendung im Anschluss an Bastians Sendung moderiert. Statt die Anwohnerparkausweise aber zu entsorgen, benutzt Roger Willemsen diese für sich selbst. Als Bastian dahinterkommt und Herrn Willemsen zur Rede stellen möchte, trifft auch noch der Student ein, der immer noch auf die Bezahlung für seine Dienste wartet. |           |                          |                              |
| 55 | 7         | Der Trip – Teil 1        | 2. Nov. 2012                 |
| Beim Staubsaugen des Autos von Bastians Vater Volker kommt es zu einer peinlichen Situation für Bastian und Hagen, weil sie versehentlich den Hund einer anderen Kundin mit dem Staubsauger einsaugen und umbringen. Die Kundin zerkratzt aus Wut den Wagen von Bastians Vater. Als dies wieder zu Hause bei Volker Pastewka ans Licht kommt, kommt es zum Zerwürfnis zwischen den dreien. Um die drei schier unversöhnlichen Männer wieder zu versöhnen, starten Frau Bruck und Anne eine Zwangstherapie mit einem Family-Coach. Hierzu setzen sie unter einem Vorwand die drei Männer im Wald aus. Ohne Handyempfang und ohne Fluchtmöglichkeit sind die drei Männer dazu gezwungen, sich der Therapie des kurz danach ankommenden Coaches zu fügen und außerdem zu zelten, was insbesondere Bastian tief missbilligt. Als der Coach aber abends eine Pilzpfanne zubereitet, obwohl er zuvor beim Sammeln der Pilze visuell kaum erkennen konnte, um welche Arten es sich handelt, gibt Bastian seinem Vater und seinem Bruder zu bedenken, dass es sich um giftige Pilze handeln könnte. Die drei verschütten ihre Portionen heimlich und ernähren sich gemeinsam von einem Schokoriegel, den Bastian noch dabei hatte. Als sie nachts in den Zelten liegen, hören sie seltsame Geräusche aus dem Zelt vom Coach und sind der Ansicht, dass dieser intensiv sexuelle Selbstbefriedigung betreibt. Zunächst machen sie sich darüber lustig, bis sie am nächsten Morgen feststellen, dass von ihrem Coach kein Lebenszeichen mehr kommt und er augenscheinlich in der Nacht verstorben ist. |           |                          |                              |
| 56 | 8         | Der Trip – Teil 2        | 9. Nov. 2012                 |
| Bastian, Hagen und Volker trennen sich um Hilfe zu holen. Bastian und Hagen schleifen den offenbar verstorbenen Familiencoach namens „Ecki“ hinter sich her, bis sie auf einen Bauernhof treffen. Dabei nimmt Hagen einen Anruf von der Freundin des Coaches auf dessen Handy entgegen, in dem er lässig von Eckis Tod erzählt. Daraufhin machen sich die Freundin von Ecki, Anne und Frau Bruck auf den Weg, um die Männer zu suchen. Auf dem Bauernhof will Bastian telefonieren, um Hilfe zu holen, trifft aber nur auf eine alte, senile Frau, die vor Schock umfällt, als Ecki vor ihren Augen aus seinem Koma erwacht. Er hatte nur vergessen seine Medikamente zu nehmen und wurde deshalb vorübergehend bewusstlos. Die Männer stehlen einen Traktor und fahren zur nächsten Polizeistation. Dort treffen sich die Männer inklusive Volker und die drei Frauen wieder. Die Situation scheint geklärt, bis der Sohn der alten Frau vom Bauernhof anruft und seinem Bruder, dem Polizisten, vom Tod von deren Mutter berichtet. Da sich aber herausstellt, dass der Polizist der zweite Sohn der Frau ist und er Bastian, Hagen, Ecki und Volker dafür verantwortlich macht, werden sie eingesperrt. Nach einer langen Diskussion in der Zelle, kommen Anne, Svenja Bruck und Eckis Freundin Doris und fahren zusammen nach Hause. Auf der Fahrt aber landet Bastians Zelt, das ihm im ersten Teil weggeflogen war, genau auf der Frontscheibe des Autos, sodass Anne nichts mehr sehen kann und das Auto von der Straße abkommt. Nun fangen die drei wieder an zu streiten, da Hagen und Volker Bastian dafür verantwortlich machen, dass das Zelt auf dem Auto landete. Am Ende steigen Anne und Svenja Bruck aus dem Auto, während Bastian, Hagen und Volker sich weiter streiten. |           |                          |                              |
| 57 | 9         | Der Kommissar            | 16. Nov. 2012                |
| Bastian wird in einem Interview gefragt, ob er sich vorstellen könnte eine Rolle als Tatortkommissar zu spielen. Bastian bejaht dies zuerst, widerruft aber anschließend seine Aussage vor Dietmar Bär, der Bastian deswegen zur Rede stellt, weil er seine eigene Rolle als Kölner Tatortkommissar gefährdet sieht. Dennoch verfolgt Bastian weiterhin sein Interesse daran. Als er schließlich eine Rolle angeboten bekommt, steht er als gebürtiger Bochumer in der Klemme, da er kein Kölsch spricht, obwohl dies für die Rolle explizit verlangt wird. Henning Krautmacher von den Höhnern soll ihm dabei helfen. Bei einem Treffen in der Agentur kommt Bastians Hinterhältigkeit gegenüber Dietmar Bär ans Licht und außerdem schafft er es nicht rechtzeitig bis zum Drehtermin, ein moderates Kölsch zu lernen. So bekommt Henning Krautmacher die Rolle als Chef der Kölner Tatortkommissare, während Bastian nur eine stumme Rolle als Leiche im Tatort zugewiesen bekommt. |           |                          |                              |
| 58 | 10        | Der Junggesellenabschied | 16. Nov. 2012                |
| Es ist der Abend vor Bastians Hochzeit mit Anne, den er mit ihr vor dem Fernseher verbringen möchte Als Hagen und Svenja auftauchen, überreden sie Anne und Bastian, den Junggesellenabschied groß zu feiern. Während Anne und Svenja in einer Kneipe auf Kim treffen und sich betrinken, gehen Hagen und Bastian in eine Striptease-Bar. Damit Bastian nicht erkannt wird, bekommt er von Hagen eine Verkleidung verpasst. Abwechselnd werden nun Rückblenden aus den vergangenen Staffeln gezeigt, die das Verhältnis zwischen Anne und Bastian widerspiegeln. Dabei versuchen insbesondere Svenja und Kim Anne die Hochzeit auszureden, während Anne und Bastian jeweils unabhängig voneinander nur das Gute im anderen sehen und wie geplant heiraten möchten. Als beide im Morgengrauen nach Hause kommen, erzählen sie sich von ihren Erlebnissen. Anne möchte Bastian zu nichts zwingen was er nicht wirklich möchte, und Bastian ist die Hochzeit egal, solange er mit Anne liiert bleibt. Um sich zu entscheiden, werfen beide eine Münze. Der Zuschauer erfährt das Ergebnis aber nicht mehr. |           |                          |                              |

## Weihnachtsspecial
| Nr. (ges.) | Nr. (St.) | Originaltitel                  | Erstausstrahlung Deutschland |
| --- | --------- | ------------------------------ | ---------------------------- |
| – | –         | Pastewkas Weihnachtsgeschichte | 20. Dez. 2013                |
| Es ist Heiligabend, und Bastian soll den Weihnachtsbaum besorgen, den er angeblich bereits vorbestellt hat. Der reservierte Baum entspricht aber ganz und gar nicht den Vorstellungen von Anne. Kurzerhand reißt sich Bastian einen anderen stattlicheren Baum unter den Nagel, den sich ein gewisser M. Kessler reserviert hatte. Danach trifft Bastian Anke Engelke in Köln, mit der er noch einen Auftritt als Wolfgang und Anneliese absolvieren soll. Anke ist von der Kommerzialisierung des Weihnachtsfestes offensichtlich gar nicht überzeugt. Sie verschenkt daher Bastians Baum an die Maskenbildnerin, die sich in diesem Jahr keinen Baum leisten konnte. Bastian muss sich einen neuen Baum besorgen. Obwohl Anke und er knapp dran sind, um noch nach Düsseldorf zu dem Wohltätigkeitsauftritt mit Bernhard Brink zu gelangen, halten sie unterwegs bei einer Weihnachtsbaumzucht an. Bastians und Ankes Fahrer soll einen Baum fällen. Der Besitzer der Baumschule ist davon gar nicht begeistert und schlägt dem Chauffeur die Nase blutig und fordert von Bastian 200 EUR für den Baum. Da er nur 170 EUR zusammenbekommt, muss er den Baum stehen lassen. Auf dem weiteren Weg nach Düsseldorf erfährt der Fahrer, das seine hochschwangere Frau ihr Kind bekommt. Gemeinsam holen die drei die Frau ab und fahren sie ins Krankenhaus. Aus Dankbarkeit darf Bastian den Baum der jungen Familie behalten, der bereits auf dem Dach des Wagens befestigt ist. An der RheinHalle in Düsseldorf angekommen, fährt Bastian – durch ein Telefonat abgelenkt – in die Tiefgarage. Dabei bleibt der Baum an der Einfahrt hängen und die Spitze knickt ab. Drinnen werden Wolfgang und Anneliese bereits erwartet. Viel zu spät angekommen treten beide vor fast leeren Rängen auf. Hinter der Bühne wird ihnen offenbart, dass Bernhard Brink über eine Stunde überbrücken musste, da Anke und Bastian nicht gekommen seien. Bernhard Brink hat deswegen seinen Flug nach Berlin zu seiner Familie verpasst und wird Weihnachten nun in einem Düsseldorfer Hotel verbringen müssen. Bastian und Anke fahren nach Hause, um den Heiligen Abend zu feiern. Statt des versprochenen großen Baumes bringt Bastian lediglich die stark mitgenommene Spitze seines Weihnachtsbaums mit. Auch für die misslungene Weihnachtsgans bekommt Bastian von der Familie die Schuld zu gesprochen; hat er doch dafür gesorgt, dass sein Bruder Hagen den Hof nicht gestreut hat – trotz des angesagten Blitzeises. Svenja Bruck ist daher mit der Gans in der Hand ausgerutscht. Der auf die Straße gefallene Vogel wurde dabei von einem Auto überfahren. Völlig überraschend taucht jetzt auch die stark angetrunkene Managerin von Bastian, Regine, auf und verärgert zusätzlich noch die Verwandtschaft. Um die Wogen zu glätten und seine Gäste zu überraschen holt Bastian in Düsseldorf Bernhard Brink ab, der alsbald einen Gesangsauftritt auf der Weihnachtsfeier absolviert. Kurzzeitig scheint Besinnlichkeit bei den Pastewkas zu herrschen, bis Bernhard Brink von einem Wurfgeschoss durch die Fensterscheibe getroffen wird. Es stellt sich heraus, dass Michael Kessler einen Stiefel mit fest gefrorenen Urin geworfen hat, um sich für die beleidigende Weihnachtskarte, die Bastian an die gesamte Medienbranche geschickt hatte, zu rächen. |           |                                |                              |

## Staffel 7
Die regulären Folgen der Staffel sollten ab dem 21. März 2014 zu sehen sein, die Erstausstrahlung wurde zugunsten der Serie Knallerfrauen in den Sommer 2014 verschoben, Im Juli gab Sat.1 die neuen Sendetermine bekannt. Vom 5. September bis zum 10. Oktober 2014 wurden die Episoden der siebten Staffel in Doppelfolgen ausgestrahlt. Als prominente Gaststars waren u. a. Anke Engelke, Annette Frier, Michael Kessler und Hugo Egon Balder zu sehen.
| Nr. (ges.) | Nr. (St.) | Originaltitel               | Erstausstrahlung Deutschland |
| --- | --------- | --------------------------- | ---------------------------- |
| 59 | 1         | Die Zeremonie (Doppelfolge) | 5. Sep. 2014                 |
| Annes Eltern heiraten erneut, weil sie gemerkt haben, dass sie doch nicht ohne einander auskommen. Bastian ist von der Trauung tief berührt, traut sich aber noch nicht mit Anne ein klärendes Gespräch zu führen, umgeht das Thema gezielt und überfährt dabei eine Hauskatze einer seltenen Art. Bastian wird erst langsam dazu gebracht, als sein Vater und sein Bruder ihm vorwerfen, dass er komplett versagt hätte und ein Feigling sei. Nebenbei betreiben die drei die Grabpflege eines Onkels, der in seiner Vergangenheit laut Bastian auch mit der Waffen-SS zu tun hatte. Als Scherz stellt Bastian mit Hagen daher die Blumen auf dem Grab in der Form eines Hakenkreuzes auf. Bevor sie das wieder rückgängig machen, stellen sich Hagen und Bastian aber davor auf, salutieren und werden von einer anderen Friedhofsbesucherin dabei beobachtet. Die Frau, die offenbar Jüdin ist, stellt die beiden aber nicht zur Rede. Bastian überredet Anne, die abgesagte Hochzeit nun doch durchzuführen. Hierbei hat er mit einigen organisatorischen Problemen zu kämpfen. So will er aufgrund seines Engagements für ein Revival von Sketchup unbedingt die Hochzeit innerhalb der nächsten zwei Wochen durchführen. Das einzige Standesamt, das zu dem Zeitpunkt noch einen Termin frei hat, befindet sich aber in Meschenich. Als Bastian seinen Anzug aus der Reinigung abholt, bemerkt er nicht, dass es sich bei der Verkäuferin aus der Reinigung um dieselbe Frau handelt, die ihn auf dem Friedhof bei seiner anscheinend neonazistischen Grabpflege gesehen hat. Aus persönlicher Rache hat die Verkäuferin ein Hakenkreuz auf die Rückseite seiner Anzugjacke genäht. Dies fällt Bastian zunächst nicht auf. Er und Anne machen sich erwartungsfroh auf den Weg zum Standesamt. Hierbei kommt es zu weiteren Schwierigkeiten. Anne weigert sich in das Auto einzusteigen, weil die Katze, die Bastian überfahren hatte, im Motorraum verwest ist und der unangenehme Geruch das gesamte Auto beschlägt. Ein Taxi steht nicht zur Verfügung. Daher entschließen sich die beiden Kims Roller zu benutzen. Das Hakenkreuz auf Bastians Anzug wird von anderen Verkehrsteilnehmern natürlich sofort bemerkt, worauf diese unterschiedlich reagieren. Selbst am Standesamt angekommen, bemerken weder Anne und Bastian noch die Standesbeamtin selbst den Grund der Unruhen um das Standesamt herum. Im Standesamt kommt es bei der Traurede zu weiteren neonazistischen Tendenzen. Bastian hat von dem Roller noch Öl am Finger und schmiert sich das Öl versehentlich an die Oberlippe. Kurz vor dem Ja-Wort trifft die Polizei ein, vor der Bastian zu guter Letzt noch einen unabsichtlichen Hitlergruß macht, womit er die Polizisten eigentlich zum Warten auffordern wollte. Erst jetzt stellt sich die ganze Tragik heraus. Bastian wird zwar nur mit einem Bußgeld verwarnt, aber in der Zeitung steht ein großer Artikel über eine „braune Hochzeit in Meschenich“, die aufgrund des fehlenden Ja-Wortes wieder einmal gescheitert ist. |           |                             |                              |
| 60 | 2         | Der Joker                   | 12. Sep. 2014                |
| Anne ist nach der erneut gescheiterten Hochzeit verbittert zu ihren Eltern gefahren. Bastian versucht sich mit Fernsehen, Internet und Online-Bestellungen abzulenken. Die Lieferungen muss sich Bastian aber trotzdem immer selbst abholen, da der Paketzusteller trotz seiner Anwesenheit grundsätzlich nur eine Abholkarte einwirft und nicht klingelt. Bei einem Skype-Telefonat mit Michael Kessler ist Bastian fasziniert von Kesslers neuer Videoüberwachungsanlage auf Usedom und bestellt sich ebenfalls eine solche Anlage. Sein Ziel ist es, damit den Paketzusteller auf frischer Tat zu ertappen. Nach der Installation erlebt Bastian aber eine schlaflose Nacht, da der Kamerasensor bei jeder Bewegung sofort Alarm auf sein Handy leitet, auch, wenn es sich bei dem Besucher nur um ein Tier handelt. Bastian schaltet das Handy aus und verschläft am nächsten Morgen. Als er mittags aufsteht, befindet sich wieder nur eine Abholkarte in seinem Briefkasten, was ihn zutiefst verärgert. Kurz danach erfährt er durch Zufall davon, dass er am heutigen Tag als Telefonjoker für Michael Kessler in der Quizshow Wer wird Millionär? vorgesehen ist. Die Unglücksfälle häufen sich. Kim ist genervt von ihm, das Essen brennt an, und eine Wespe sticht ihm in den Mund, weil diese sich zuvor an Bastians Cola-Dose aufgehalten hat, woraus er kurz darauf trank. In diesem Moment ruft Günther Jauch bei ihm an und fragt nach seinem Einsatz als Telefonjoker für Michael Kessler. Durch den Wespenstich in den Mund kann Bastian aber nur noch sehr undeutlich sprechen und verhaspelt sich bei der Beantwortung der Frage. Zuletzt trifft noch der Paketbote ein, der Bastian mit der Lieferung bewirft, wodurch Bastian in all dem Stress k. o. geht. Die Geschichte nimmt immerhin ein gutes Ende, als Anne wieder zu ihm nach Hause kommt. Die beiden versprechen sich gegenseitig, immer füreinander da zu sein und den anderen nie wieder zu verlassen, wenn die Hochzeit dafür endgültig ad acta gelegt wird. |           |                             |                              |
| 61 | 3         | Der Fluch                   | 12. Sep. 2014                |
| Bastian gerät einmal mehr mit Svenja Bruck aneinander: Als sie den Garten von einer Voodoo-Priesterin nach störenden Wasseradern absuchen lässt, um keine Probleme bei der Empfängnis ihres Kindes zu bekommen, mischt sich Bastian ein. Prompt lässt Svenja ihn verfluchen, und Bastian stolpert von einem Unglück ins nächste. Bei seinem Versuch, den Fluch aufheben zu lassen, trifft er zufällig Ralf Richter, der ein ayurvedisches Lokal eröffnet hat und Bastian als Werbegesicht haben möchte |           |                             |                              |
| 62 | 4         | Der Nachruf                 | 19. Sep. 2014                |
| Hugo Egon Balder offenbart gegenüber Bastian, dass sein Name ist auf einer kürzlich aufgetauchten Steuersünder-CD registriert ist und ihm eine Gefängnisstrafe droht. Im weiteren Gesprächsverlauf deutet er kurz seinen geplanten Suizid an. Als Anne und Bastian am nächsten Morgen die Radionachrichten hören, wird Hugo als vermisst gemeldet. Kurze Zeit später sitzen beide vor dem Fernseher und schauen die Sat.1 Nachrichten, wo Martin Haas das Ableben des Moderators bekannt gibt. Bastian macht sich daraufhin schwere Verwürfe, da er den Selbstmord nicht verhindert hat. Auf der anschließenden Trauerfeier sind zahlreiche Prominente anwesend, Herbert Feuerstein hält die Grabrede. Kurz darauf wird die Situation aufgelöst, indem Hugo als ultraorthodoxer Jude verkleidet bei Anne und Bastian vor der Tür steht – er hat sich gar nicht umgebracht, sondern ist untergetaucht, um der Strafverfolgung zu entgehen. |           |                             |                              |
| 63 | 5         | Der Bescheid                | 19. Sep. 2014                |
| Sowohl Bastian als auch Guido Cantz verlieren ihre Führerscheine, da sie zu viele Punkte in Flensburg angesammelt haben. Bei der notwendig gewordenen Nachschulung (Idiotentest) landen beide Comedians zufällig in der gleichen Unterrichtsgruppe. Zur abschließenden Fahrprüfung erscheint Guido Cantz betrunken, da er am Vortag die Taufe seiner Nichte besuchte. Während Bastian nachgrübelt, ob er Guido beim Fahrlehrer verpetzen soll oder nicht, fährt er unkonzentriert mit dem Fahrschulwagen. Dabei kommt es zu einem Beinahe-Zusammenstoß mit einer Fußgängerin. Ergebnis: beide Comedians fallen in der Prüfung durch. |           |                             |                              |
| 64 | 6         | Der Patient                 | 26. Sep. 2014                |
| Um nicht zusammen mit Anke Engelke in albernen Kostümen den Deutschen Fernsehpreis moderieren zu müssen, gibt Bastian vor, krank zu sein. Anne stellt ihm Hagen zur Seite, der sich um ihn kümmern soll, während sie mit ihrer Lerngruppe für die Prüfung paukt. Als Hagen Bastian auf einen Spaziergang schleppen will, täuscht dieser einen Schwächeanfall vor – und wird dabei von Passanten fotografiert. Plötzlich machen die wildesten Gerüchte in der Presse die Runde. |           |                             |                              |
| 65 | 7         | Der Standup                 | 26. Sep. 2014                |
| Bastian versucht sich als neuer Stand-Up-Comedian, weil einige seiner Kollegen mit dieser Art Comedy viel Geld verdienen. Allerdings laufen seine Auftritte schlecht, weil er in seiner alten Manier Witze über Filmschauspieler, alte Serien und den Flughafen Köln-Bonn macht, was die Zuschauer fast gar nicht interessiert. Johann König, ein Schauspielerkollege von Bastian, gibt ihm den Tipp, mehr aus seinem Privatleben zu erzählen und ansonsten nur Allerweltsthemen aufzugreifen, die die Jugend von heute interessieren. Außerdem offenbart Johann König Bastian, dass er ältere Frauen attraktiv findet. Bastian bedankt sich für den Tipp bei Johann, indem er nichtsahnend eine ältere Dame mit Johann König bekannt macht. Als Bastian bei seinen Auftritten nun Witze über seine Familie, seine Nachbarin Frau Bruck und sogar über Anne macht, erntet er zahlreiche Lacher, und die Auftritte laufen sehr erfolgreich. Bei einem Auftritt kommt Anne verspätet hinzu. Bastian bemerkt dies und schwenkt plötzlich auf sein altes Schema über den Flughafen Köln-Bonn zurück, was den Rest des Auftrittes zum Flop macht. Bei einem Restaurantbesuch mit Anne erfährt diese über die Plauderei der Kellnerin, welche Themen wirklich bei den Auftritten von Bastian für den nötigen Witz sorgen. Anne und Frau Bruck sind zutiefst verärgert über Bastian. Zuletzt kommt es bei einem Treffen von Bastian und seinem Vater Volker auch zu Streitigkeiten, weil die Versicherung den Brandschaden am Ferienhaus von Volker nicht zahlt (Bastian hatte über den Brand und dessen Hergang im Comedy-Programm ausschweifend berichtet). Zu allem Überfluss stellt sich dann noch heraus, dass Volkers neue Freundin, die er Bastian vorstellen wollte, die gleiche Dame ist, die Bastian mit Johann König bekannt gemacht hatte. Jene beiden sind ein Paar geworden, wofür sich Johann König bei Bastian bedankt und mit seiner neuen Freundin im Cabrio von dannen fährt. |           |                             |                              |
| 66 | 8         | Die Ohrfeige                | 10. Okt. 2014                |
| Bastian und Anne waren im Kino. Auf dem Rückweg bittet ein scheinbar angetrunkener 1. FC Köln Fan Bastian um ein Autogramm. Bastian hat aber keine Autogrammkarten bei sich, verärgert den Fan, und dieser schlägt Bastian sogleich ins Gesicht. Während Bastian den Angriff nicht abwehren kann, schafft Anne es den aufgebrachten Fan mit ein paar kurzen Handgriffen zu überwältigen und in die Flucht zu schlagen. Bastian steht unter Schock, und Anne möchte ihn dazu bewegen einen Selbstverteidigungskurs zu belegen, um sich bei derartigen Angriffen in Zukunft wehren zu können. Erst nachdem Hagen und Frau Bruck sich über Bastian lustig machen belegt Bastian einen japanischen Selbstverteidigungskurs, den er erfolgreich abschließt. Der japanische Kampfsportmeister trainiert aber nicht nur Bastians körperliche Kampftechniken, sondern schenkt ihm auch ein neues Selbstbewusstsein sowie Durchsetzungsstärke. Diese Fähigkeiten nutzt Bastian ab sofort, um seine Meinung in seinem Personenumfeld in Wort und Tat brachial umzusetzen. So schüttet er Regines Alkoholvorräte weg, weist die Beleidigungen eines Passanten zurück, weist eine Politesse zurück, die ihm einen Strafzettel ausstellen wollte und zuletzt bringt er auch seinen Rivalen Jasper aus Annes Lerngruppe dazu die Lerngruppe zu verlassen und ihm vorher 150 Knusperjoghurts zu kaufen (Jasper hatte schon mehrmals in anderen Episoden Bastians Joghurts aufgegessen, was Bastian verärgerte. Außerdem kam er bei Anne besser an als Bastian es lieb war.). Mittlerweile hat Bastians Personenumfeld ihn als veränderten Menschen akzeptiert, und insbesondere Anne respektiert außerdem seine Tendenzen als „Alphamännchen“. Als sie Bastian abends im Bett noch ein Drei-Fragezeichen-Hörspiel anbietet, bemerkt Bastian, dass das Cover der Hörspiel-CD nicht so aussieht wie üblich. Das 3. Fragezeichen hat eine grüne Färbung und müsste eigentlich blau sein. Darauf bekommt Bastian einen geistigen Aussetzer, der ihn plötzlich an die Stelle am Anfang der Episode zurückführt, wo er durch den Angriff des 1. FC Köln Fans einen völligen Knock-Out erlitten hat und Anne ihn in die Realität zurückholt. |           |                             |                              |
| 67 | 9         | Die neue Serie              | 10. Okt. 2014                |
| Endlich ist die Homeland-DVD-Box angekommen, die Bastian in den USA bestellt hat! Voller Vorfreude eilt er zum Zoll, um das Päckchen abzuholen – und kehrt mit leeren Händen zurück, da die Bürokratie und eine fiese Beamtin gegen ihn waren. Der Frust ist groß, denn Michael Kessler hat die DVDs bereits. Außerdem hat SAT.1 ihm auch noch eine eigene Serie angeboten, in der Bastian ausgerechnet seinen besten Freund spielen soll. Das passt ihm natürlich gar nicht. Er wird in der Serie als Muttersöhnchen und Nerd dargestellt. Außerdem werden nur Witze über sein Doppelkinn gemacht – er ist also nur die Witzfigur in der Serie. Um dieses Konzept zu verhindern besucht er Annette Frier und ihren Lebensgefährten Rico. Vor den beiden behauptet er, dass die neue Serie „Kessler“ zukünftig Annettes Serie „Danni Lowinski“ ersetzen soll. Annette ist zutiefst erschüttert und setzt alle ihre medialen Kontakte ein. Bastians Strategie geht auf. Die Serie Kessler wird bis auf weiteres abgesetzt und er hat sogar endlich Erfolg beim Zollamt und bekommt seine DVD-Box. Am Ende wird aber dennoch sein Erfolg zunichtegemacht, da Annette und Rico einen ähnlichen, hinterlistigen Plan verfolgen. Sie durchschauen Bastians Plan, stellen ihn zu Rede, nehmen ihm seine neue DVD-Box ab und produzieren ebenfalls eine neue Serie, die dann „Frier“ heißt. In dieser Serie wird Bastian als homosexueller Mann mit transsexuellen Anspielungen dargestellt, der wiederum Witze über sein Doppelkinn ertragen muss. In der Drehpause sieht man Bastians Wut in ihm regelrecht aufsteigen. |           |                             |                              |

## Staffel 8
Ab 26. Januar 2018 war die achte Staffel bei Amazon Video zu sehen. Am 18. August 2022 erfolgte die Erstausstrahlung im Free-TV auf Comedy Central.
| Nr. (ges.) | Nr. (St.) | Originaltitel                     | Erstausstrahlung Deutschland |
| --- | --------- | --------------------------------- | ---------------------------- |
| 68 | 1         | Das Missverständnis (Doppelfolge) | 26. Jan. 2018                |
| Bastian ist immer noch als homosexueller Freund von Annette Frier in deren Serie „Frier“ engagiert, und das seit mittlerweile 4 Jahren. Die Serie läuft sehr erfolgreich. Es gibt sogar luxuriöse Ausstattungen für die Stars (z. B. ein eigenes Wohnmobil für die Drehpausen), aber Bastian kann es einfach nicht mehr ertragen, diese Rolle zu spielen. Er setzt alle Register, um mit der Rolle aufzuhören, aber seine Managerin Regine sagt sogar noch offiziell seine Teilnahme für die neue Staffel zu. Hagen und Frau Bruck heiraten. Hagen nimmt allerdings den Nachnamen seiner Frau an und heißt jetzt Bruck, was Bastian zutiefst verärgert. Bastian hat auf der Hochzeitsfeier durchgehend schlechte Laune und wird schließlich auch noch von Frau Bruck aufgrund eines Missverständnisses beschuldigt, er hätte Geld aus den Umschlägen auf dem Geschenketisch geklaut. Seit Anne im Krankenhaus Ärztin geworden ist, haben sie und Bastian sich aufgrund der verschiedenen Arbeitszeiten auseinander gelebt. Als Bastian im Eifer des Gefechts zu Anne sagt, dass er Schluss machen möchte, womit er eigentlich seine Rolle in der Serie Frier meint, fasst Anne das als einen Schlussstrich für ihre Beziehung auf und reagiert dementsprechend schroff. Da Bastian aufgrund seines Egos das Missverständnis nicht sofort aufklärt, ist die Beziehung zwischen Bastian und Anne daher getrennt. |           |                                   |                              |
| 69 | 2         | Der Camper                        | 26. Jan. 2018                |
| Bastian zieht aus der gemeinsamen Wohnung aus und nächtigt vorerst im Wohnmobil, welches er aus der Serie „Frier“ zur Verfügung gestellt bekommen hat. Da Wildcampen illegal ist und die Batterie des Wohnmobils leer ist, lässt er sich auf einen Campingplatz schleppen. Dies ist allerdings ein FKK-Campingplatz. Dort trifft Bastian auf seinen alten Rivalen Jo. Zwar helfen die Mitcamper ihm bei der Reparatur des Wohnmobils, aber Bastian möchte schnellstmöglich weg von dem Campingplatz. Als er bei einem gemeinsamen Grillabend den Mitcampern versehentlich verdorbenen Pudding anbietet, selbst die Nacht dadurch auf der Toilette verbringen muss und Jo mit dem Motorrad wegfahren sieht, ergreift er am folgenden Morgen die Flucht. Er fährt nach Hause in der Absicht, das Missverständnis mit Anne aufzuklären, wird dann aber von einer immer noch nackten Mitcamperin überrascht, die in seinem Wohnmobil genächtigt hatte. |           |                                   |                              |
| 70 | 3         | Die Vollmacht                     | 26. Jan. 2018                |
| Volker möchte, dass Bastian eine Patientenverfügung für ihn unterschreibt. Hagen fühlt sich vernachlässigt und möchte seinerseits als Volkers Sohn auch unterschreiben. Da Bastian und Hagen sich nicht einigen können, soll die Entscheidung ausgespielt werden – und zwar beim Minigolf. Kim soll als Schiedsrichterin den Punktestand kontrollieren. Nun versuchen aber beide Brüder, den jeweils anderen abzulenken und mit unfairen Mitteln zu gewinnen. Das wird von Kim natürlich bemerkt. Als Volker schließlich einen Schwächeanfall erleidet und ins Krankenhaus zu Anne gebracht werden möchte, halten die Brüder wieder zusammen und fahren ihren Vater dorthin. In einem Gespräch zwischen Anne und Bastian stellen sich dann aber die wahren Beweggründe für Volkers Vorhaben heraus. |           |                                   |                              |
| 71 | 4         | Das Lied von Hals und Nase        | 26. Jan. 2018                |
| Bastian lässt sich gehen und nächtigt weiterhin im Wohnmobil. Als ihn Michael Kessler auf die neue Staffel von „Game of Thrones“ anspricht, muss Bastian gestehen, dass er die Serie noch gar nicht kennt. Also kauft er sich alle bisherigen Staffeln nacheinander und schaut sich diese im Wohnmobil an. Kim möchte Bastian dazu gewinnen, dass er bei einem Auftritt ihrer Band erscheint und Publicity macht. Aufgrund seines Serien-Marathons verpasst er natürlich den Auftritt. Da er die aktuelle Staffel „Game of Thrones“ auch schauen möchte, Michael Kessler ihn nicht daran teilhaben lässt, und er keinen anderen Ausweg sieht, bricht er nachts im MediaMarkt ein, um die Staffel dort zu schauen. Kessler allerdings verfolgt den gleichen Plan, nachdem Bastian seine Internetverbindung gekappt hat. Natürlich werden die beiden im MediaMarkt vom Sicherheitsdienst erwischt. |           |                                   |                              |
| 72 | 5         | Der Elternabend                   | 26. Jan. 2018                |
| Bastian möchte einen Film auf Annes Fernseher aufnehmen und überprüft sogar, dass Anne aktuell nicht dort ist. Plötzlich klingelt es an der Tür, und Annes Eltern stehen unangekündigt vor Bastian. Annes Eltern wissen noch nichts von der Trennung zwischen Bastian und Anne. Bastian versucht deshalb Anne zu erreichen, kann ihr aber nur auf die Mailbox sprechen. Als Anne ebenso überrascht auftaucht, möchte Bastian, dass sie ihren Eltern die Wahrheit sagt. Das bringt Anne aber nicht übers Herz, weil ihr Vater krank ist, regelmäßig Medikamente benötigt, Angstzustände hat und sie ihn nicht aufregen möchte. Als Ausrede für ihr seltsames Verhalten behauptet sie vor ihren Eltern, dass sie schwanger sei. Das bekommt auch Hagen mit, mobilisiert gleich seine Frau und seine Tochter und bereitet für alle Anwesenden ein Festmahl aus Bruck-Burgern zu. Am Ende des Abends scheinen sich Anne und Bastian für einen kurzen Moment wieder näher zu kommen, lassen aber beide davon ab. Als Annes Lüge aufgedeckt wird, sind ihre Eltern zwar wieder abgereist, aber Hagen macht Bastian für Annes Ausrede verantwortlich und macht ihm erneut Vorwürfe. Außerdem eröffnet Anne Bastian, dass sie nun endgültig aus der Wohnung ausziehen möchte. |           |                                   |                              |
| 73 | 6         | Die Lotion                        | 26. Jan. 2018                |
| Bastian möchte sein Leben wieder in den Griff bekommen und besorgt sich neue Kleidung. Kim hilft ihm bei der Auswahl, damit Bastian ihr im Gegenzug ein Werbevideo für ihre Band aufnimmt. Zunächst scheint der Plan erfolgreich zu sein, aber Bastian verärgert die Verkäufer, indem er ausschweifend aus der Serie „Game of Thrones“ berichtet, die die Verkäufer noch nicht vollständig gesehen haben, und provoziert so einen Spoiler. Die ausgewählten Anzüge werden ihm daraufhin nicht verkauft. Zudem versucht er gerötete Hautstellen mit einer Lotion zu behandeln. Die Behandlung schlägt fehl, und Bastian verwendet eine andere Creme in der Umkleide eines Kaufhauses. Da er dabei die Hose heruntergelassen hat, sieht es von außen so aus, als würde er sich selbst befriedigen. Er erhält daraufhin Hausverbot und wird in den Medien lächerlich gemacht. |           |                                   |                              |
| 74 | 7         | Eine Nacht zum Vergessen          | 26. Jan. 2018                |
| Bastian wacht nach einem Filmriss in einem Hotelbett auf und sieht Regine, seine ehemalige Agentin, neben sich im Bett liegen. Beide sind nackt. Nach anfänglichem Geschrei bewahren beide die Ruhe und versuchen, den letzten Abend zu rekonstruieren. In Rückblenden werden Szenen von beiden gezeigt, wie sie auf der Verleihung des Deutschen Fernsehpreises anwesend sind. Regine arbeitet seit ihrer Entlassung als Sitzdouble für Senta Berger. Bastian dagegen hat keine offizielle Einladung für die Veranstaltung und schleicht sich ein. Er versucht, Annette Frier mit K.-o.-Tropfen zu betäuben. Das präparierte Getränk wird aber von ihm selbst und Regine getrunken. Bastian steht auf dem roten Teppich, kann sich kaum auf den Beinen halten und wird von Regine, die immer noch als Senta Berger verkleidet ist und deren Auszeichnung stiehlt, abgeholt. Sie machen sich auf den Weg nach München, stellen die Lola-Statuette vor Senta Bergers Haus ab und fahren ins Hotel. Beide behaupten zwar, nicht miteinander geschlafen zu haben, aber am Ende sieht man dennoch ein benutztes Kondom unter dem Bett liegen. |           |                                   |                              |
| 75 | 8         | Das letzte Date                   | 26. Jan. 2018                |
| Nach den Ausschweifungen der letzten Wochen ist Bastian in den Medien nur noch eine Witzfigur, bei der alle Zuschauer auf die nächste Entgleisung warten. Um sein Image wieder aufzupolieren, schlägt Regine vor, dass er sich für die Medien mit Anne versöhnt und sie um ein gemeinsames Abendessen im Restaurant bittet. Anne nimmt die Einladung an, weil sie glaubt, dass sie und Bastian sich endgültig aussprechen und den Schlussstrich unter ihre Beziehung manifestieren können. Parallel dazu bittet Hagen Bastian um Hilfe beim Verkauf der Bruck-Burger, da Frau Bruck aufgrund ihrer Schwangerschaft nicht arbeiten kann. Der Verkauf läuft schleppend, da die Laufkundschaft immer noch Bastians Eskapaden im Sinn hat. Als er die Burger schließlich als „Renate Pastewka“ aus der Serie Frier anbietet, läuft der Absatz hervorragend. Allerdings verschenkt Bastian die Burger. Immerhin entschädigt er Hagen für den Verlust. Als beim Abendessen mit Anne sein Schwindel auffliegt, verlässt Anne verärgert das Restaurant, und die bestellten Fotografen, die die Versöhnung zwischen Bastian und Anne dokumentieren sollten, verwenden diese und andere Bilder dazu, einen erneuten Shitstorm in den Medien über Bastian zu verbreiten. |           |                                   |                              |
| 76 | 9         | Die neue Nummer                   | 26. Jan. 2018                |
| Anne hat eine neue Mobilnummer. Bastians Versuche, diese über Hagen, Kim oder Frau Bruck zu bekommen, scheitern. Bastian gibt sich seiner Situation hin und verabredet sich mit Hanna (gespielt von Pegah Ferydoni). Im Autokino kommt es zum ersten Sex, und Bastian beginnt mit Hanna eine leidenschaftliche Affäre. Im Hinterkopf verfolgt er aber das Ziel, mit Hanna seine Ex-Freundin Anne eifersüchtig zu machen. Entsprechende Versuche scheitern aber alle an Annes Abwesenheit im Krankenhaus, dem Durchschauen des Planes von Frau Bruck, die die beiden in flagranti erwischt hat, und der besagten neuen Mobilnummer, die Bastian immer noch nicht besitzt. Trotz der augenscheinlich vielen Gemeinsamkeiten zwischen Bastian und Hanna (z. B. über Synchronsprecher und Schauspieler alter Serien zu reden) bemerkt Hanna, dass Bastian mit den Gedanken woanders ist und verlässt ihn am Ende der Folge wieder. |           |                                   |                              |
| 77 | 10        | Der Ersthelfer                    | 26. Jan. 2018                |
| Bastian wird in den Medien erneut lächerlich gemacht. Das Auftauchen von Hagen in seiner Wohnung macht seine Laune nicht besser. Aber dennoch verspricht er ihm aufgrund dessen Müdigkeit Frau Bruck abzuholen, weil das Bruck-Burger-Mobil in der Werkstatt ist. Dort angekommen stellt er erbost fest, dass sein Name und sein Bild unabgesprochen für die neue Werbekampagne der Bruck-Burger dienen soll. Es kommt zum Streit mit Frau Bruck, in dessen Verlauf beide aber abgelenkt werden, weil Bastians Saab 900 zwecks Verschrottung auch auf dem Autohof steht. Bastian überprüft das sofort zusammen mit Frau Bruck. In dem Moment fährt aber der Autotransporter los, auf dem der Wagen steht. Wenig später setzen auch die Wehen von Frau Bruck ein. Es beginnt eine Fahrt auf der Autobahn, verfolgt von Leserreportern und einem Hubschrauber, an deren Ende Bastian hilft, das Baby von Frau Bruck auf die Welt zu bringen. Am Ende scheint alles gut gelaufen zu sein, und selbst Anne ist stolz auf Bastian. Bastian bittet Anne nun offiziell, ihre Trennung rückgängig zu machen. Allerdings ist Anne bereits mit Wotan Wilke Möhring liiert. |           |                                   |                              |

## Staffel 9
Am 31. Januar 2018 verkündete Pastewka über Facebook, dass es eine neunte Staffel geben wird.
Die Dreharbeiten zur neunten Staffel fanden vom 3. Mai bis 30. Juli 2018 statt.
| Nr. (ges.) | Nr. (St.) | Originaltitel                          | Erstausstrahlung Deutschland |
| --- | --------- | -------------------------------------- | ---------------------------- |
| 78 | 1         | Ein Engel für alle Fälle (Doppelfolge) | 25. Jan. 2019                |
| Ein halbes Jahr ist vergangen seit der Geburt. Bastian ist zu Gast bei „Markus Lanz“ und lässt sich immer noch als Baby-Retter feiern. Dabei lügt er, dass er ein Sparbuch für seine neue Nichte Mafalda eingerichtet hat. Erst nach dem Auftritt bei Lanz geht er zur Bank und richtet ein Sparbuch ein. Da kommt sein Bankberater Herr Wilcke und bittet ihn zu einem Gespräch. Wilcke erklärt Bastian, dass er pleite ist. Anschließend fährt Bastian zu Regine. Sie hat für ihn ein Rollenangebot für die neue ZDF-Arztserie „Ein Engel für alle Fälle“. Jedoch lehnt Bastian das Angebot ab. Privat hat Bastian mehr Glück. Er kann aufgrund seiner finanziellen Situation nicht mehr länger im Hotel übernachten und findet bei seinem Bruder Hagen eine neue Bleibe. Hagen hat sich alle Mühe gegeben, seinem Bruder ein eigenes Wohn-Reich zu schaffen, und das sogar mietfrei. Im weiteren Verlauf der Episode versucht Bastian, tatsächlich der Patenonkel von Mafalda zu werden. Dazu muss er allerdings wieder in die Kirche eintreten und besticht den Pastor mit 30.000 € für eine neue Kirchturmglocke. Das Geld dafür hat er sich von Chris Tall geliehen. Als es dann zur Taufe kommt, sieht er zum ersten Mal wieder Anne. Diese taucht mit ihrem neuen Freund Dr. Simon Schätzlein auf. Die Taufe wird von einem Team der „Lokalzeit Bonn“ beendet. Ein Reporter deckt auf, dass der Pastor gar keine Taufe mehr vollziehen darf. Als dann Anne und Simon gehen wollen, erzählen die beiden, dass bei ihnen im Krankenhaus eine Arztserie gedreht wird. Daraufhin weiß Bastian sofort, dass das die neue ZDF-Serie ist. Er ruft umgehend Regine an und sagt seine Mitwirkung jetzt doch zu. |           |                                        |                              |
| 79 | 2         | Unverhofftes Wiedersehen               | 25. Jan. 2019                |
| Das Team der neuen Serie „Ein Engel für alle Fälle“ beginnt mit den Dreharbeiten. Zunächst ist Bastian begeistert, weil sich die Serie anfangs als ein Revival von „Dr. Stefan Frank - Der Arzt, dem die Frauen vertrauen“ entpuppt, und Bastian mit seiner Hauptrolle den schmeichelnden und charmanten Arzt spielen darf, der bei seinen Kollegen und Patienten höchsten Respekt genießt. Diese Vorstellung wird jäh beendet, als ihm seine neue Drehpartnerin Katja Woywood vorgestellt wird, die die neue Klinikleiterin „Brigitte“ spielen soll. Schon bei der ersten Begegnung vor den Dreharbeiten ist zu merken, dass Bastian und Katja nicht zu einem Konsens kommen. Das liegt auch daran, dass Bastians Witze und Anspielungen, die er wie immer nur gut meint, missverstanden werden und eher als Beleidigungen empfunden werden. Es kommt hier zu einer Schlüsselszene bei den Dreharbeiten: Bastian unterhält sich mit einem Schauspielerkollegen, während Katja aus dem Aufzug kommt und ihn anrempelt. Er sagt überrascht: „Brigitte?“. Diese Szene wird oft wiederholt, weil Katja nie zufrieden mit Bastians schauspielerischem Talent ist, und der Regisseur bedingungslos loyal zu Katjas Vorschlägen handelt. Das ist allerdings Fassade, da im Endeffekt doch die erste Szene genommen wird, und Katja sich bei Bastian abfällig äußert. Die Drehpausen nutzt Bastian dazu, Anne zu stalken und einen Kontakt aufzubauen. Allerdings kommt immer etwas dazwischen. Hierzu hat er sogar Annes Dienstplan kopiert und ein Tablet mit Kamera heimlich installiert, um Anne in ihrem Arztzimmer zu beobachten. Als er nach Drehschluss auf den Parkplatz läuft, rempelt er im Vorbeigehen Anne an, dreht sich um und sagt den überraschten Ausruf aus der zuvor gefilmten Szene: „Brigitte?“ |           |                                        |                              |
| 80 | 3         | Schatten der Vergangenheit             | 25. Jan. 2019                |
| Die Dreharbeiten gehen weiter, und Bastian versucht sein Image bei Katja und dem Team aufzubessern. Als schauspielernder Arzt holt er sich sogar Tipps bei den Ärzten aus dem Krankenhaus, was Anne zutiefst missfällt. Anne erkennt zudem, dass Bastian dies vor allem deswegen macht, weil er in ihrer Nähe sein möchte. Gerade als das Verhältnis zu Katja Woywood etwas entspannter wird, führt Regine eine frühere Bitte von Bastian aus und diskreditiert Katja Woywood. Das Verhältnis ist daraufhin wieder angespannt, was sich auch bei den weiteren Dreharbeiten zeigt. Zu Hause wird Bastian als dauerhafter Babysitter für Mafalda eingespannt, weil das Kind bei ihm ruhig ist und bei seinen Eltern dauernd schreit. Vor Mafalda übt er sogar seine Texte aus dem Drehbuch, woran beide scheinbar Spaß haben. Hagen und Svenja sind mit der Erziehung von Mafalda überfordert und wälzen diese auf Bastian ab. Allerdings greift Svenja bei jeder passenden Gelegenheit ein und macht Bastian Vorwürfe. Am Schluss der Folge kommt Bastian nach Drehschluss nach Hause und findet eine besetzte Wohnung vor: Kim und ihre neue Band haben sich bei Bastian eingenistet. |           |                                        |                              |
| 81 | 4         | Schmerzende Gedanken                   | 25. Jan. 2019                |
| Bastian findet sich mit der Situation zu Hause ab, um nicht obdachlos zu sein. Kims Bandkollegen nerven ihn aber sehr. Sie stellen seine TV-Kanäle um, bedienen sich an seinem Essen und konsumieren Marihuana. Als er Kim darauf anspricht, relativiert sie die Situation aber und gibt zu bedenken, dass Hagen und Svenja mit der Erziehung von Mafalda komplett überfordert sind und das Kind noch nicht mal geimpft ist. Bastian möchte Svenja von einer Impfung überzeugen. Diese setzt sich aber durch und ist absolute Impfgegnerin. Bei den Dreharbeiten versucht Bastian nun auch bei Annes Kollegen Eindruck zu machen. Anne ist hingegen nur noch genervt von Bastians Verhalten, bittet ihn mittags nicht mehr die Kantine für das Krankenhauspersonal aufzusuchen und sagt ihm ins Gesicht, dass er kein Arzt ist und sich deswegen auch nicht wie einer verhalten soll. |           |                                        |                              |
| 82 | 5         | Ein dunkles Geheimnis                  | 25. Jan. 2019                |
| Bei den Dreharbeiten tritt Heino Ferch in einer Nebenrolle in Erscheinung. Bastian isst zu Hause unwissentlich Haschkekse von Kims Bandkollegen und erscheint auf Droge zum Dreh. Dennoch wird die Szene mit Heino Ferch aufgrund dessen Fürsprache als Erfolg gewertet. Katja ist deswegen zutiefst misstrauisch. Bastian beschließt die Impfung von Mafalda selbst in die Hand zu nehmen. Als Hagen und Svenja zu einem Festival fahren und Mafalda abermals in die Obhut von Bastian geben, fährt er mit ihr zum Krankenhaus, verkleidet sich als Arzt und versucht die Impfung selbst durchzuführen. Es gelingt ihm sogar den richtigen Impfstoff zu finden. Allerdings verletzt er sich beim ersten Versuch selbst. Anne hat Nachtschicht und kommt zufällig in den Raum. Sie ist erschrocken von Bastians Vorhaben. Sie lässt sich dennoch von ihm überzeugen die Impfung vorzunehmen, auch, wenn das ihre Zulassung kosten könnte. Bastian will im Fall, dass der Schwindel auffliegt, sämtliche Verantwortung auf sich nehmen. Außerdem erinnert Anne ihn daran das Pflaster zu Hause unbedingt zu entfernen. Hagen und Svenja kommen aufgrund einer Unwetterwarnung früher vom Festival zurück. Bastian, immer noch im Arztkittel, sitzt mit der schreienden Mafalda vorm Hühnerstall im Unwetter und schaut ganz unschuldig. |           |                                        |                              |
| 83 | 6         | Labyrinth der Gefühle                  | 25. Jan. 2019                |
| Die verdeckte Impfung von Mafalda scheint erfolgreich vertuscht worden zu sein und Bastian hat bessere Laune. Svenja entdeckt aber eine benutzte Spritze im Hühnerstall und stellt Bastian deswegen zur Rede. Der behauptet, dass Kim vermutlich Drogen nimmt und verweist auf den regelmäßigen Marihuanakonsum der Bandkollegen. Kim wird deswegen vorm versammelten Familienrat zur Rede gestellt. Sie geht auf Bastians Ideen ein, wenn er ihr Startkapital für ihre Band besorgt. Bei den Dreharbeiten im Krankenhaus ist Katja weiterhin misstrauisch und schleicht sich in einer Drehpause in Bastians Aufenthaltszimmer. Dort entdeckt sie das Tablet mit der Kamera und weitere belastende Beweise für Bastians Stalking auf Anne und stellt ihn deswegen zur Rede. Das Tablet nimmt sie mit. Bastian gerät in Panik und vernichtet alle Beweise, die ihn als Stalker überführen würden. Auf dem Parkplatz fährt er schnell los und telefoniert beim Autofahren mit Regine. Plötzlich gibt es einen Unfall. Bastian hat Katja angefahren, die bewusstlos auf dem Parkplatz liegt. Ihm ist sofort klar, dass der Unfall seine Schuld ist. Bevor er die Rettungskräfte ruft nimmt er sein Tablet mit den kompromittierenden Aufnahmen von Anne wieder an sich. |           |                                        |                              |
| 84 | 7         | Und keiner darf es wissen              | 25. Jan. 2019                |
| Bastians finanzielle Probleme verschärfen sich. Er musste eine Zahlung für das von Anke Engelke und Hugo Egon Balder initiierte „SAT.1-Promi-Bumsen“ leisten, an dem er aber letztendlich nicht teilgenommen hatte. Außerdem muss er die Impfung von Mafalda weiterhin vertuschen, da Svenja Bruck in der Folge zuvor die Spritze gefunden hatte. Kim soll daher vorspielen, dass sie drogenabhängig sei und einen kalten Entzug durchführt. Kim erhöht die finanzielle Forderung von Bastian auf 30.000 € und erpresst ihn mit der Preisgabe der Wahrheit. Auch Bastians Schauspielerkollege, der als Arzt Hagen und Svenja die ernste Situation klarmachen soll, ist da keine große Hilfe. Das ZDF hat auch immer noch keine Gage gezahlt, da die Serie noch nicht fertig gedreht ist und die Dreharbeiten zur Zeit unterbrochen sind, da Katja Woywood sich bei dem von Bastian verschuldeten Unfall den Arm gebrochen hat. Anke Engelke gibt Bastian den Tipp den gebrochenen Arm von Katja in die Handlung der Serie mit einzubauen. So können die Dreharbeiten weitergehen und es soll das Staffelfinale gedreht werden. Das ZDF ist aber mit der Serie nicht zufrieden und kündigt weitere Dreharbeiten an. Da Bastian in seiner finanziellen Notlage handeln muss, leiht er sich abermals das Geld für Kim von Chris Tall. Bei der Geldübergabe an Kim steigern sich beide in eine Diskussion hinein, bei der sie nicht bemerken, dass das Babyfon noch eingeschaltet ist. Svenja und Hagen sind erzürnt über alles, was Bastian ihnen vorgespielt hat. Allerdings ergreift Hagen im letzten Moment (wenn auch unabsichtlich) Partei für Bastian und gibt zu, dass er Mafalda längst hat impfen lassen, weil er möchte, dass seine Tochter gesund bleibt. Mafalda wurde also doppelt geimpft. Während sich alle Anwesenden noch über die möglichen gesundheitlichen Folgen einer doppelten Impfung unterhalten, verlässt Svenja unbemerkt das Anwesen und nimmt sowohl Mafalda als auch das Geld mit. |           |                                        |                              |
| 85 | 8         | Nur das Schicksal kennt den Weg        | 25. Jan. 2019                |
| Svenja ist nach Hannover gefahren. Bastian bittet Anne, dass sie gemeinsam nach Hannover fahren wollen um Svenja und Mafalda wieder abzuholen und sich auszusprechen. Da Bastian aktuell keinen Führerschein hat (er wurde in vorherigen Folgen mehrfach bei Radarkontrollen geblitzt), leiht er sich ein Fahrzeug von der Produktionsfirma und bittet Anne den Wagen zu fahren. Bastian nutzt die Gelegenheit und spricht sich mit Anne aus, die auch nicht immer bei der Wahrheit geblieben ist und ihren Freund Simon Schätzlein am Telefon sogar anlügt. Annäherungsversuche seitens Bastian werden aber schnell abgewiesen. Bastian erhält unterdessen eine SMS von Hagen, dass Svenja und Mafalda bereits zurück zu Hause sind. Er verschweigt diese Information aber Anne und fährt weiterhin mit ihr Richtung Hannover. Bei einem Tankstopp erfährt auch Anne von Svenjas Rückkehr und ist wieder mal sauer auf Bastian, weil er diese Info verschwiegen hat. Sie fahren daraufhin zurück. Leider ist auf der A2 ein langer Stau und Anne entscheidet sich gegen Bastians Vorschlag eine Ausweichroute zu benutzen, die aber ebenfalls überlastet ist. Die unfreiwillige Pause nutzt Bastian um in einem nahegelegenen Dorf einzukaufen. Unterdessen soll Anne das Scheibenwischwasser nachfüllen. Anne ist zwar eine gute Ärztin, versteht von Autos aber nichts. So kommt es, dass sie versehentlich das Scheibenreinigungswasser in den Ölstutzen einfüllt. Das Fahrzeug erleidet daraufhin einen Motorschaden als sie in einem Waldstück liegen bleiben und rufen den ADAC an. Bastian hat unterdessen seine restlichen Wurstbrötchen weggeworfen, was aber Wölfe anlockt. Als Anne und Bastian sich vor den Wölfen in Sicherheit bringen wollen, erscheint plötzlich Annes Freund Dr. Simon Schätzlein mit einer Fackel und vertreibt die Wölfe. Er spielt den edlen Retter. Anne ist aber misstrauisch und fragt sich wie Simon sie überhaupt gefunden hat. Es stellt sich heraus, dass Simon Anne ebenfalls stalkt und ihr Handy überwacht. Er hat sogar eine Menstruations-App installiert, um zu wissen, wann Anne ihre Periode hat. Anne hat nun von beiden Männern die Nase voll, beendet die Beziehung zu Simon und fährt mit dessen Auto alleine nach Hause. Zuletzt schickt sie beiden Männern noch eine SMS in der sie ihre Wut auslässt und sie darüber informiert, dass sie den ADAC wieder abbestellt hat. |           |                                        |                              |
| 86 | 9         | Herzensdinge                           | 25. Jan. 2019                |
| Die Dreharbeiten sollen eigentlich abgeschlossen sein und Bastian erwartet sehnsüchtig die finanziellen Einkünfte. Allerdings ist das ZDF abermals nicht zufrieden und lässt nachdrehen. Zudem wird das Konzept der Serie mehrfach umgestaltet. Bastian hat keine Lust mehr sich den ewigen Änderungen hinzugeben, ist von den Dreharbeiten genervt und steigt nach einer emotionalen Rede an das Team aus der Serie aus. Der Regisseur und die Schauspieler überlegen daraufhin wer Bastians Rolle neu besetzen könnte. Sogar Til Schweiger wird in Erwägung gezogen. Die neu installierte Glocke, die Bastian mit dem Geld von Chris Tall finanziert hat, ist durch das Kirchendach gebrochen und hat den Altar zerstört. Es folgen daher kriminaltechnische Untersuchungen. Chris Tall sieht sich durch die Ermittlungen bedroht, weil das Geld in einer seiner Taschen transportiert wurde. Er stellt daraufhin Bastian zur Rede, lässt ihn sogar foltern und verlangt das gesamte Geld von 60.000 € zurück. Da Bastian nun finanziell in totaler Notlage ist, bleibt ihm nichts anderes übrig als bei der Serie wieder einzusteigen. Er entschuldigt sich bei den Kollegen und möchte wieder weiterdrehen. Der Regisseur und die anderen Schauspieler nehmen die Situation mit gemischten Gefühlen auf, lassen Bastian aber dennoch gewähren. |           |                                        |                              |
| 87 | 10        | Licht am Horizont                      | 25. Jan. 2019                |
| Immer wieder ist das ZDF mit der Serie nicht zufrieden. Die Serie wird mehrfach unter komplett anderen Genres gedreht – mal als Krimi, als Thriller und als Liebesfilm. Umso erstaunter ist Bastian als der Regisseur ihm eröffnet, dass alle Konzepte verwendet werden und dass das ZDF mit der Besetzung nicht zufrieden ist (er spielt damit eindeutig auf Bastian an). Dennoch ist nun Schluss mit den Dreharbeiten und Bastian packt seine Sachen. Hierbei stößt er ein letztes Mal mit Katja Woywood zusammen. In Gedanken liefern sich die beiden einen Kampf auf Leben und Tod. Da Bastian nicht mehr bei Hagen und Svenja einziehen kann, da er seiner Ansicht nach vergrault wurde, wohnt er zusammen mit Kim bei seinem Vater in Bonn. Volker fährt aber dennoch zu Hagen und Svenja und wirft Bastian und Kim vor, dass sie beide „Mist gebaut“ hätten. Kurz danach erhalten beide einen Anruf von Hagen, der behauptet, dass Volker im Sterben liegt. Sie fahren daher sofort auf den Hof zu Hagen und Svenja. Dort stellt sich heraus, dass alles nur fingiert war um alle zu einer Familienfeier einzuladen. Alle versöhnen sich und Kims Band macht Musik. Bastian hat nun das Geld vom ZDF, seine Familie, eine Grillfeier und Nudelsalat, wie er es in einer vorherigen Staffel immer wollte. Nur eine Sache fehlt ihm: Anne. Er reist daraufhin nach Afrika, wo Anne bei „Ärzte ohne Grenzen“ arbeitet und begrüßt Anne mit einem einfachen „Hallo“. Anne ist trotz der vergangenen, turbulenten Zeit anscheinend erfreut Bastian zu sehen. Es folgt im Abspann der Vorspann der ZDF-Serie, wo Bastians Rolle als Dr. Roman Engel durch Michael Kessler ersetzt worden ist. |           |                                        |                              |

## Staffel 10
Im Februar 2019 wurde die Serie um eine 10. und finale Staffel verlängert, die 2020 erschien.
| Nr. (ges.) | Nr. (St.) | Originaltitel                      | Erstausstrahlung Deutschland |
| --- | --------- | ---------------------------------- | ---------------------------- |
| 88 | 1         | Das Ticket                         | 7. Februar 2020              |
| Ein Jahr war Bastian nun mit Anne in Afrika. In diesem Jahr hat er sich mit Anne angefreundet und Tagebuch geschrieben. Als er dann wieder in Deutschland ist, will er seinen Saab aus dem Parkhaus am Flughafen Frankfurt-Hahn abholen und nach Hause zu seiner Familie fahren. Allerdings sind für diese Zeit, in der er in Afrika war, Parkgebühren von 6120 € angefallen. Er lässt vorerst das Auto im Parkhaus und fährt mit der Bahn nach Bonn zu seinem Vater. Als er dort ankommt, findet er eine reine Baustelle vor, denn Hagen und Volker renovieren das Haus. Das Erste, was die beiden interessiert, ist, ob er und Anne in Afrika wieder zueinander gefunden haben. Anschließend möchte Bastian seine Geschenke verteilen, allerdings hat er kein Geschenk für seinen Vater und geht in einen Afrika-Shop und kauft eine Bratpfanne, weil Volker gerne Bratkartoffeln isst. Kurz nach dem Kauf trifft er aber Anke Engelke, die ihm die Bratpfanne wieder abnimmt und zu bedenken gibt, dass diese Produkte aus dem Shop gar nicht aus Afrika kommen, sondern in Bielefeld speziell für den Shop angefertigt werden. Sie überredet ihn dazu spontan an einem Dreh für die Kindersendung „Elefantastisch“ mitzuwirken. Am Abend schlafen Hagen und Bastian wieder zusammen in einem Hochbett. Am nächsten Morgen fahren die beiden nach Frankfurt-Hahn, um Bastians Auto aus dem Parkhaus zu holen, und scheitern. Am Abend räumt Bastian den Essenstisch mit Volker ab und Volker erzählt ihm, dass Hagen bei Svenja raus geflogen ist. Am Ende der Episode trifft Bastian Anne. Diese hat eine große Neuigkeit für ihn: Sie möchte ein Kind… |           |                                    |                              |
| 89 | 2         | Das Sachbuch                       | 7. Februar 2020              |
| Bastian schlägt Anne vor, dass er der Erzeuger ihres Kindes sein könnte. Anne ist zwar überrascht, weil Bastian eigentlich nie Kinder wollte, willigt aber dennoch ein. Bastian hat immer noch kein Geschenk für seinen Vater. Kim besucht ihren Großvater auch und erzählt den dreien, dass sie verlobt ist und heiraten möchte. Danach besucht Bastian den Bio-Hof um das Geschenk für Mafalda abzugeben und um sich Eier zu besorgen. Dort trifft er auch auf Vera, eine Freundin von Svenja. Es kommt zum Gespräch, aber Bastian vergisst das Geschenk abzugeben. Bastian besucht seine alte Agentur, die inzwischen auch als Kiosk und Paketshop dient. Regine musste nach dem Weggang von Bastian nach Afrika das Konzept überdenken. Zudem ist sie sauer, weil sie bereits von Bastians Auftritt bei „Elefantastisch“ erfahren hat. Bastian kommt zur Sache und zeigt ihr sein Tagebuch aus Afrika aus dem er ein Sachbuch machen möchte. Regine findet die Idee gut und arrangiert ein Treffen mit einem Verleger. Außerdem versuchen er und Regine auch sein Auto aus dem Flughafenparkhaus zu holen - und scheitern ebenfalls. Am Ende der Episode soll er für Hagen den Foodtruck abholen und möchte bei der Gelegenheit das Geschenk für Mafalda abgeben. Als er das wieder vergisst, dreht er um und läuft zu Fuß auf den Hof zurück. Als er am Tor steht, sieht er Svenja und Vera in eindeutiger Pose auf der Hollywoodschaukel liegen und ergreift die Flucht. |           |                                    |                              |
| 90 | 3         | Die Bananenschnecke                | 7. Februar 2020              |
| Bastian ist zutiefst erschüttert von dem was er auf dem Hof gesehen hat und macht Hagen Anspielungen darauf, dass Svenja offenbar lesbisch geworden ist. Hagen gibt sich aber als stolzer Macho, der in letzter Zeit viele Frauen gehabt hätte. Um genauere Beweise zu erhalten, fährt Bastian mit Kim zum Hof und möchte Beweisfotos für Svenjas Outcoming machen. Sie werden aber vorzeitig erwischt. Um der Situation zu entgehen, erzählt Bastian von Kims Verlobung und eröffnet außerdem, dass sie auf dem Hof heiraten möchte. Das erfreut zwar Svenja und Vera, aber Kim ganz und gar nicht, weil sie andere Pläne hatte. Anne ruft Bastian an und bittet ihn um ein Treffen in ihrer Wohnung. Bastian ist davon überzeugt, dass es nun zum Sex kommt, um das von Anne ersehnte Kind zu zeugen. Im festen Glauben daran isst er fast alle rohen Eier auf und nimmt etwas vom afrikanischen Potenzmittel ein, was er eigentlich Hagen als Geschenk mitgebracht hat. Kurz vor Annes Wohnung wird er von Regine abgefangen, die im nahe gelegenen Cafe mit dem Buchverleger auf ihn wartet. So muss Bastian zuerst noch das Verhandlungsgespräch führen, aber das Potenzmittel wirkt bereits. Der Verleger sagt ihm, dass das Buch zwar erfolgversprechend ist, aber es noch etwas umgestaltet werden müsste. Bastian verabschiedet sich unter einem Vorwand und geht zu Anne. Sie begrüßt ihn freundlich und geht sich noch kurz umziehen. Bastian schafft romantische Atmosphäre und legt sich in eindeutiger Pose aufs Sofa. Anne kommt hinzu und bittet ihn einen Vertrag wegen der Samenspende zu unterschreiben. Als er meint, er wäre soweit, begreift Anne, was los ist und lacht ihn aus, weil er glaubte, der Besuch sei aufgrund sexueller Erwartungen entstanden. Frustriert fährt er nach Frankfurt, um sein Auto mit einem „Gullitrick“ von Kim aus dem Parkhaus zu holen. Er scheitert zum dritten Mal. Zurück in Bonn konfrontiert Bastian Hagen mit der Wahrheit über Svenja. Hagen ist dies bewusst und er muss überdies zugeben, dass er gar nicht wegen einer anderen Frau zu Hause raus geflogen ist. Er möchte aber auch nicht Svenjas Outcoming publik machen, weil es ihm peinlich ist. Bei Volker geht alles drunter und drüber. Er schaut den ganzen Tag nur Quiz im Fernsehen und weicht Fragen aus. Es stapeln sich Rechnungen und Mahnungen und die Situation ist angespannt. Kim spricht offen aus, dass Volker endlich zugeben soll, dass er pleite ist. |           |                                    |                              |
| 91 | 4         | Der Motivgeber                     | 7. Februar 2020              |
| Volker braucht dringend Geld um seine Rechnungen zu bezahlen. Bastian hat die rettende Idee und organisiert über Regine, dass Volkers Haus als Motivgeber für Dreharbeiten dienen soll. Damit hätte er zwar ein paar Wochen lang Filmteams im Haus, aber keine finanziellen Probleme mehr. Beim Aufbau der Dreharbeiten stellt sich heraus, dass Bastians alte Serie „Ein Engel für alle Fälle“ mit Michael Kessler in Volkers Haus drehen wird. Das passt Bastian gar nicht, aber er lässt das Team gewähren. Eine Vase geht zu Bruch worüber sich Volker ärgert. Bastian erklärt seinem Vater, dass das kein Problem sei, weil Dreharbeiten immer hoch versichert seien. So ermutigt er Volker einen sehr hohen Kaufpreis für die Vase anzugeben. Hagens Foodtruck wird zugeparkt, wodurch er gezwungen wird beim Haus zu bleiben. Er freut sich sogar, weil er eine Statistenrolle bekommt. Auch Volker und Bastian sollen als Statisten fungieren. Nur Bastian ist damit nicht einverstanden, weil er sich seiner Meinung nach unter Wert verkauft. Auch muss er sich mit Michael Kessler und dessen Starallüren arrangieren. Aber auch hier lässt er seinem Vater zuliebe das Team gewähren. Anne ruft Bastian an und entschuldigt sich dafür, dass sie ihn ausgelacht hat. Sie ist zudem nicht abgeneigt die Zeugung auf herkömmliche Weise vorzunehmen und möchte sich bei Bastian in Kürze melden. Zwischenzeitlich gehen immer wieder Gegenstände zu Bruch. Allerdings ist der Grund dafür Volker selbst, der auf noch höhere Versicherungszahlungen spekuliert. Das Catering steht mit Achsbruch im Stau und Hagen springt mit seinem Foodtruck ein. Svenja stellt Hagen am Telefon deswegen zur Rede und macht sich auf den Weg zu Volkers Haus. Bastian soll auf den Herd achten, füllt aber stattdessen Schlafmittel in Kesslers Wasser. Das Wasser wird aber nicht von Kessler getrunken, sondern vom Regisseur. Als es zu einem kleinen Brand im Foodtruck kommt, weil Bastian den Herd nicht beachtet hat, wähnt sich Hagen schon als großer Held zum Feuerlöschen. Kurz bevor er am Brand ankommt, löscht die kurzfristig hinzugekommene Vera allerdings schon das Feuer. Hagen ist abermals gekränkt. Der Regisseur fällt aufgrund des Schlafmittels aus und so können die Dreharbeiten nicht weitergehen. Dabei fehlt nur noch die letzte Szene. Auch Volker wird zur Rede gestellt, weil sein Versicherungsbetrug aufgeflogen ist. Bastian bietet an den Job kurzfristig zu übernehmen. Er ordert allerdings den Kameramann an beim Dreh mit Kesslers Monolog ganz nahe an dessen Nase zu zoomen. Anschließend verkündet er den Drehschluss. |           |                                    |                              |
| 92 | 5         | Das Gästebuch                      | 7. Februar 2020              |
| Bastian und Anne geben sich in der Öffentlichkeit weiterhin als gute Freunde aus und verheimlichen die geplante Zeugung. Anne hat ihre fruchtbare Phase und daher mieten sich die beiden in ein Landhotel ein. Sie bekommen ein Upgrade auf die Romantiksuite. Als die beiden es sich bequem machen wollen, klopft der Zimmerservice an die Tür und möchte, dass Bastian ins Gästebuch schreibt. Das lehnt Bastian allerdings ab. Außerdem werden Anne und er durch den lauten Fernseher gestört, der sich nicht auf die Schnelle abschalten lässt. Sie beschließen erstmal Essen zu gehen. Im Hotelrestaurant treffen sie Kim und ihren Verlobten Georg und sitzen nun gemeinsam am Tisch. Dabei erfahren sie, dass die Hochzeit im Landhotel stattfinden soll, was der Familie des Verlobten gehört. Damit Bastian und Anne unauffällig in ihre Suite zurückkehren können, schmiedet Bastian einen Plan, in dem er den Wunsch des Personals ins Gästebuch zu schreiben ausnutzt und wieder in einer peinlichen Aktion ablehnt. Aber Kim bittet Anne und Bastian sogar noch sie und ihren Verlobten nach Hause zu fahren. Bastian und Anne fahren mit ihrem Vertuschungsspiel fort, verhaspeln sich dabei aber beide. Als sie weg fahren sagt Kim zu Georg: „Oh Mann, die sind wieder zusammen!“ Bastian und Anne fahren zurück ins Hotel. Dort muss sich Anne aber übergeben, weil der Fisch beim Essen offenbar verdorben war. So liegen beide matt und regungslos im Bett und wachen am nächsten Morgen auf. Anne fühlt sich besser, aber immer noch nicht vollständig gesund. Außerdem muss Bastian nun endlich ins Gästebuch schreiben, was er nur halbherzig erledigt. Als der Mann vom Zimmerservice das Gästebuch auf Schritthöhe zuschlägt, verewigt er dabei unabsichtlich auch ein Teil von Bastian im Buch. Bastian ist damit auch nicht mehr fähig den geplanten sexuellen Akt zu vollziehen. So beschließen er und Anne auszuchecken und fahren mit der Sommerrodelbahn. |           |                                    |                              |
| 93 | 6         | Das Prinzessinnenschloss           | 7. Februar 2020              |
| Bastian muss nach Frankfurt am Main zur Buchmesse und sein neues Buch vorstellen. Regine hatte ihn zwar mehrfach daran erinnert, dass das Buch in Form gebracht werden muss, aber Bastian hatte sich nicht weiter darum gekümmert. Um seinen Saab endlich aus dem Flughafenparkhaus zu holen hat er sich zudem mit Bargeld eingedeckt. Auf der Buchmesse versucht er ein Kinderbuch für Mafaldas Geburtstag zu erwerben, was aber misslingt, da dort keine Bücher verkauft werden dürfen. Stattdessen steckt er sich Schokolade ein. Kurz vor seinem Auftritt wird er von Bärbel Schäfer und Regine begrüßt. Schon beim Cover des Buches und dem Titel „Brunnen der Liebe“ wird er misstrauisch. Als er die Lesung abhält, stellt Bastian fest, dass Regine aus seinem Sachbuch einen Erotikroman gemacht hat. Einzig und allein die Fakten, dass es in Afrika spielt und seine Freundin Anne heißt, blieben erhalten. Bastian stellt nach der für ihn peinlichen Lesung Regine zur Rede und verlangt, dass das Buch nie in den Handel kommt. Regine ist aber stolz auf sich selbst so etwas geschrieben zu haben. Als Bastian das Auto aus dem Parkhaus holen will, ist die Schokolade in seiner Tasche geschmolzen, das Bargeld ist verschmiert und wird aufgrund dessen nicht mehr vom Automaten angenommen. So fährt er mit einem Mietwagen zurück zum Bio-Hof wo Mafaldas Geburtstag stattfindet. Er schenkt ihr 50 €, die mit Schokolade verschmiert sind. Unter den anderen Familienmitgliedern entsteht ein Streit um den schönsten Geburtstagskuchen. Hagens Kuchen soll ein Prinzessinnenschloss darstellen. Dies wird von Bastian aber nicht als solches erkannt und außerdem mundet den Gästen der Kuchen von Vera besser. In der letzten Szene sieht man wie das Buch „Brunnen der Liebe“ in den Büchergeschäften ausgelegt wird. |           |                                    |                              |
| 94 | 7         | Die singende Grußkarte             | 7. Februar 2020              |
| Annes Eltern feiern ihr Ehejubiläum und laden dazu pompös ein. Ansonsten entwickelt sich der Besuch aber ähnlich wie in Staffel 5, Folge: der Piepser. Annes Vater Klaus singt sogar erneut die von ihm komponierte Hymne an seine Tochter „Annemarie“. Als Geschenk haben Bastian und Anne Konzertkarten und eine singende Grußkarte besorgt, die sie aber noch bespielen müssen. Als sie das kurzfristig erledigen wollen werden sie von einem jungen, anhänglichen Mann abgelenkt, den Anne aus früheren Zeiten kennt und der neben ihr am Tisch sitzen möchte. Dabei kommen sich Anne und Bastian aber langsam wieder näher und Bastian möchte die ursprüngliche Sitzordnung wiederherstellen. Es folgen viele Anspielungen auf frühere Episoden. Zum ersten Gang gibt es z. B. Kutteln, die Bastian aber in einer Serviette in seiner Hose versteckt um sie nicht essen zu müssen. Dann taucht auch noch der Jo auf, gibt ein Country-Musik Ständchen und eröffnet, dass er Vater wird. Bastian und Anne nutzen die Gelegenheit und gehen nach oben ins Zimmer um die Grußkarte erneut zu bespielen. Anne fühlt sich aber mittlerweile sehr zu Bastian hingezogen und möchte spontanen Sex. Bastian lässt den Klavierdeckel auf die Grußkarte fallen und sagt, dass er mit den Kutteln in der Hose keinen Sex haben kann. Das wird unbemerkt von der Grußkarte aufgenommen. Als die Geschenke überreicht werden sollen, fällt dieses Missgeschick auf. Bastian und Anne entscheiden sich spontan dazu ein Ständchen zu bringen und singen „Wer hat an der Uhr gedreht“. Anne ist zwar erst nicht begeistert, gewinnt aber Spaß daran. Als sie ihr Stell-dich-ein im Gästezimmer fortführen wollen, findet Anne das Buch von Bastian was ein Gast verschenkt hat und stellt Bastian erbost zu Rede. Die beiden reisen augenblicklich ab. Aber selbst im Taxi hört der Fahrer das Hörbuch von Bastians Roman, gelesen von Hugo Egon Balder. Bastian resigniert und fährt zum Flughafenparkhaus und möchte die Parkgebühr von mittlerweile über 7000 € mit der Kreditkarte bezahlen. Er wird im letzten Moment von Anne, die zurückgekehrt ist, daran gehindert. Kurz bevor sie mit Hilfe von Annes Fahrkünsten durch die Schranke brechen, greift Bastian nach der Grußkarte und schreit: „Anne, ich liebe dich!“ Sie können die sie verfolgenden Streifenwagen der Polizei abschütteln, halten an einer Lichtung und haben Sex im Auto. |           |                                    |                              |
| 95 | 8         | Der Kippschutz                     | 7. Februar 2020              |
| Bastian möchte, dass Hagen sich mit Svenja ausspricht. Dazu bietet er sich als Vermittler an. Das Gespräch endet aber im Streit und die Männer wollen mit Mafalda ins Phantasialand fahren. Bastian nimmt aber Mafalda alleine mit und lässt Hagen bei Svenja zur Aussprache. Er fährt mit seiner Nichte zu Anne. Die durchschaut zwar schnell das Spiel von Bastian, der sich als vorbildlicher Vater verhalten möchte, verweigert aber jedwede Avancen. Um der Situation zu entgehen bemerkt Bastian, dass Annes Wohnung gar nicht kindersicher ist, was diese bejahen muss. Außerdem muss Anne zugeben, dass sie sich auch zu Bastian hingezogen fühlt. Bastian nutzt die Situation aber aus und behauptet, dass er im Auto nicht „Anne, ich liebe dich“ gesagt hätte, sondern „Anne, lieber nicht“. Sie fahren zum Baumarkt um entsprechende Vorrichtungen zu kaufen. Anrufe von Hagen ignoriert Bastian und drückt ihn weg. So soll Volker helfen den Kippschutz an Annes Türen anzubringen während Anne sich einen schönen Tag mit Mafalda macht. Volker ist misstrauisch und macht sich Gedanken, dass Anne und Bastian gemeinsam ein Kind planen. Bastian widerspricht ihm auch nicht direkt. Er kauft Anne zudem einen Fernseher ohne ihre Einwilligung. Während sie sich noch darüber streiten, verschluckt Mafalda anscheinend eine Batterie aus der Fernbedienung. In der Notaufnahme wird zwar Entwarnung gegeben, aber nun hat sich Bastian nicht nur Svenjas, sondern auch Hagens Abneigung erworben. Am Abend ruft Anne ihn an und eröffnet ihm, dass sie nicht schwanger ist. |           |                                    |                              |
| 96 | 9         | Die zweite Pfanne                  | 7. Februar 2020              |
| Volker hatte bereits mehrfach bemängelt, dass Bastian ihm kein Geschenk aus Afrika mitgebracht hat. Bastian möchte dies weiter vertuschen und kauft eine zweite Pfanne beim Afrika-Shop. Erneut wird er von Anke Engelke deswegen zur Rede gestellt. Er möchte die Pfanne unbedingt behalten und verspricht Anke deswegen spontan bei einer weiteren Folge von „Elefantastisch“ mitzuwirken. Bastian verpackt die Pfanne im Paketshop der Agentur und besticht einen Paketzusteller das Paket während seiner Anwesenheit bei Volker abzuliefern. Dies gelingt auch, aber Volker ist misstrauisch, weil der gleiche Paketbote zuvor am Tag schon einmal da war. Volker freut sich im Endeffekt über die neue Pfanne. Leider rutscht der Griff ab und darunter kommt ein Aufkleber zum Vorschein auf dem „Made in Bielefeld“ steht. Bastian versucht dies noch herunterzuspielen, aber nun ist auch sein Vater wütend auf ihn. Bastian ist verwundert, warum Anne nicht schwanger geworden ist und lässt sich ärztlich untersuchen. Der Urologe findet heraus, dass Bastian zwar potent ist, aber die Qualität seines Spermas schlecht ist. Das sei aber normal für jemanden in seinem Alter. Anne weiß davon zwar zunächst nichts, möchte nun aber ihren ursprünglichen Plan verfolgen, sich künstlich befruchten zu lassen. Hagen gibt sich seinem Schicksal hin und spielt den großen Chef des Foodtrucks und kümmert sich um Verbesserungen und Marketing. Dabei behandelt er Svenja, Vera und weitere Helfer wie Angestellte und gibt sich gefühlskalt. Auch mit Bastian will er nicht mehr reden. Bastian legt seinem Vater einen Zettel hin und schreibt, dass er zurück nach Afrika fliegt um ein Geschenk zu besorgen. Erneut parkt er im Parkhaus am Frankfurter Flughafen. Währenddessen lässt Anne sich künstlich befruchten. |           |                                    |                              |
| 97 | 10        | Die Hochzeitskutsche (Doppelfolge) | 7. Februar 2020              |
| Ein halbes Jahr ist vergangen. Bastian kommt aus Afrika zurück und löst sein Auto im Parkhaus aus. Bei Regine muss er feststellen, dass sie die Agentur abgemeldet hat. Sie gibt ihm die Information, dass sich sein Buch sehr gut verkauft hat und die Einnahmen gehen, wie ausgemacht, ins Brunnenprojekt nach Afrika. Esther verliert nun auch endgültig ihren Job, bekommt aber noch 10.000 € Abfindung worüber sie sich sehr freut. Außerdem erzählt Bastian Regine, dass Anne nun schwanger ist und man aufgrund der künstlichen Befruchtung nicht weiß wer der Vater ist. Regine meint aber, sie könnte das problemlos herausfinden. In Bonn findet Bastian eine leere Wohnung vor. Aber eine Einladungskarte gibt ihm den entscheidenden Hinweis, dass heute Kims Hochzeit stattfindet. Er fährt sofort zum Landhotel. Dort sind die Hochzeitsvorbereitungen im vollen Gange. Während die standesamtliche Trauung stattfindet, kommt Bastian gerade an und fährt gegen die Kiste mit den Tauben, die nach der Hochzeit als Symbol fliegen gelassen werden sollten. Die kirchliche Trauung soll erst am Nachmittag stattfinden. Kim ist nicht mehr sicher ob sie in die Nobel-Familie einheiraten soll und Bastian meint, dann solle sie es lassen. Das gibt Kim den endgültigen Anstoß doch heiraten zu wollen, weil sie immer gut gefahren ist, wenn sie Bastians Tipps nicht befolgt hat. Auch andere Hochzeitsgäste bringt Bastian gegen sich auf. Mit Hagen kommt es zum heftigen Streit. Im Verlaufe dessen drückt Bastian Hagen in ein Kissen auf dem die Hochzeitsringe liegen, die Hagen dadurch verschluckt. Der Streit ist beigelegt, aber nun versuchen alle Pastewkas und Brucks die Ringe zu retten. Auch Vera, Volker und die hochschwangere Anne kommen hinzu. Bastian bietet Kim die Ringe an, die er noch für sich und Anne seit der 7. Staffel in der Tasche hat. Das verwirrt die Anwesenden aber noch mehr und alle Lügen und Missverständnisse werden dadurch aufgedeckt. Erst als Vera als Altenpflegerin einen rektalen Griff anwendet, kommen die Ringe wieder zum Vorschein und die Anwesenden versöhnen sich. Die Hochzeit hat unterdessen bereits begonnen. Während der kirchlichen Trauung hat Bastian Mafalda auf dem Arm. Er hat immer noch die singende Grußkarte in der Jackentasche. Mafalda drückt auf den Knopf und in der ganzen Kapelle ist noch mal zu hören „Anne, ich liebe dich!“ Nach der Trauung werden Fotos gemacht auf denen teilweise die Abneigung der Familien erkennbar ist. Außerdem soll das frisch vermählte Paar aus altem Brauch mit einer Hochzeitskutsche fahren und sich bei den Dorfbewohnern bedanken. Das missfällt Kim zutiefst. Sie ergibt sich ihrem Schicksal, als die Kutsche plötzlich stoppt und Bastian von der anderen Seite die Tür öffnet. Er möchte sein Hochzeitsgeschenk übergeben. Es handelt sich um seinen Saab, mit dem Kim und ihr Mann durchbrennen und glücklich von dannen fahren. Diese plötzliche Aktion lässt Bastians Gunst zumindest bei seiner Familie wieder aufsteigen und er wird gelobt. Auch Anne ist stolz auf ihn. Auch für die anderen Familienmitglieder läuft es wieder besser. Volker hat bei Wer wird Millionär? die Million gewonnen und genießt seinen neuen Luxus. Hagen, Svenja und Vera führen eine Beziehung zu dritt, zumal Hagen nach Veras Eingriff eine neue sexuelle Vorliebe hat. Am Abend sitzen Bastian und Anne am Rhein und reden miteinander. Dabei bittet Anne ihn die eigenen Ringe noch mal zu zeigen. Sie stecken sie sich gegenseitig an ihre Finger. Anschließend verabschieden sie sich. Kurz darauf taucht Regine auf und übergibt Bastian ein Dokument auf dem steht wer der Vater von Annes Kind ist. Bastian ist zwar ungläubig, schaut aber dennoch rein. In den nächsten Sekunden zieht sein ganzes Leben bezüglich seiner Beziehung mit Anne an ihm vorbei. Die Zeit dreht in seinen Gedanken bis zurück zur Folge „der Test“ aus der 1. Staffel, wo Bastian statt einer Urinprobe eine Spermaprobe abgibt. Ein Teil davon wird für die Untersuchung verwendet und der Rest wird eingefroren. Eben jenes Sperma bekommt Anne in der Gegenwart bei der künstlichen Befruchtung. Damit ist klar, dass Bastian der Vater von Annes Kind ist. Er läuft ihr sofort hinterher. Man sieht Anne und Bastian miteinander reden. |           |                                    |                              |

## Special
| Nr. (ges.) | Nr. (St.) | Originaltitel                                      | Erstausstrahlung Deutschland |
| --- | --------- | -------------------------------------------------- | ---------------------------- |
| 0 | 10.11     | Der letzte Trip - die große Pastewka Dokumentation | 7. Februar 2020              |
| Bastian Pastewka macht sich auf eine letzte Reise mit dem roten Saab aus seiner Serie. Er trifft alte Wegbegleiter wie Hugo Egon Balder, Michael Kessler, Anke Engelke oder Henning Krautmacher. Er fährt zu seinen alten Kollegen wie Sonsee Neu, Matthias Matschke, Cristina do Rego, Bettina Lamprecht, Dietrich Hollinderbäumer und Sabine Vitua. Außerdem kommen zahlreiche ehemalige Gäste der Serie sowie prominente Fans der Serie zu Wort wie Oliver Welke, Annette Frier, Johann König, Christoph Maria Herbst, John Cleese, Luke Mockridge, Guido Cantz, Carolin Kebekus, Chris Tall, Olaf Schubert und Torsten Sträter. Am Ende der Sendung fährt er zu einem Treffen mit seinen alten Kollegen, um dort mit ihnen ein letztes Mal zusammen zu sein. Zum Schluss wird der rote Saab abgeschleppt und Bastian läuft hinterher. |           |                                                    |                              |